# Persone di nome Paolo
| Questa pagina contiene informazioni ricavate automaticamente dalle voci biografiche con l'ausilio del template Bio e di un bot. L'aggiornamento è periodico e automatico e ricostruisce completamente la pagina. Se manca una persona in questa lista, sei pregato di non aggiungerla, ma accertati piuttosto che la sua voce biografica contenga il template Bio e che i dati anagrafici siano correttamente compilati. Se il template Bio manca, inseriscilo tu stesso o, in alternativa, metti l'avviso {{tmp\|Bio}} che ne segnala la mancanza. Se i dati riportati sono sbagliati, correggi direttamente la voce biografica; le modifiche saranno visibili in questa lista entro pochi giorni. Per chiarimenti vedi il progetto antroponimi. La lista contiene solo le 1.745 persone che sono citate nell'enciclopedia e per le quali è stato implementato correttamente il template Bio. Pagina aggiornata al 6 ago 2025. |

Questa è una lista di persone presenti nell'enciclopedia che hanno il nome Paolo, suddivise per attività principale.

## Abati(2)
- Paolo Balsamo, abate, agronomo e economista italiano (Termini Imerese, n. 1764 - Palermo, † 1816)
- Paolo Francesco Carli, abate, religioso e poeta italiano (Monsummano Terme, n. 1652 - Monsummano Terme, † 1725)

## Agronomi(1)
- Paolo Tonti, agronomo e filantropo italiano (Cerignola, n. 1785 - Cerignola, † 1855)

## Allenatori di atletica leggera(1)
- Paolo Dal Soglio, allenatore di atletica leggera e ex pesista italiano (Schio, n. 1970)

## Allenatori di calcio(47)
- Paolo Agosteo, allenatore di calcio e calciatore italiano (Catania, n. 1908 - Roma, † 1989)
- Paolo Ammoniaci, allenatore di calcio e ex calciatore italiano (Bagno di Romagna, n. 1948)
- Paolo Annoni, allenatore di calcio e ex calciatore italiano (Carate Brianza, n. 1970)
- Paolo Benetti, allenatore di calcio e ex calciatore italiano (Cormano, n. 1965)
- Paolo Berrettini, allenatore di calcio e ex calciatore italiano (Narni, n. 1948)
- Paolo Beruatto, allenatore di calcio e ex calciatore italiano (Cuorgnè, n. 1957)
- Paolo Bianco, allenatore di calcio e ex calciatore italiano (Foggia, n. 1977)
- Paolo Bordoni, allenatore di calcio e ex calciatore italiano (Sondrio, n. 1963)
- Paolo Bruschi, allenatore di calcio e ex calciatore svedese (Carrara, n. 1945)
- Paolo Cangini, allenatore di calcio e ex calciatore italiano (Rimini, n. 1967)
- Paolo Cannavaro, allenatore di calcio e ex calciatore italiano (Napoli, n. 1981)
- Paolo Cozzi, allenatore di calcio e ex calciatore italiano (Rho, n. 1974)
- Paolo Dal Fiume, allenatore di calcio e ex calciatore italiano (Giacciano con Baruchella, n. 1955)
- Paolo De Ceglie, allenatore di calcio e ex calciatore italiano (Aosta, n. 1986)
- Paolo De Giovanni, allenatore di calcio e ex calciatore italiano (San Marco in Lamis, n. 1955)
- Paolo De Toffol, allenatore di calcio e ex calciatore italiano (Belluno, n. 1961)
- Paolo Dellafiore, allenatore di calcio e ex calciatore italiano (Buenos Aires, n. 1985)
- Paolo Di Sarno, allenatore di calcio e ex calciatore italiano (Ivrea, n. 1968)
- Paolo Ferrario, allenatore di calcio e ex calciatore italiano (Milano, n. 1942)
- Paolo Foglio, allenatore di calcio e ex calciatore italiano (Gazzaniga, n. 1975)
- Paolo Giammarco, allenatore di calcio e calciatore italiano (Popoli, n. 1921 - Pescara, † 2003)
- Paolo Giovannelli, allenatore di calcio e ex calciatore italiano (Cecina, n. 1960)
- Paolo Iodice, allenatore di calcio italiano
- Paolo Lombardo, allenatore di calcio e ex calciatore italiano (Brindisi, n. 1943)
- Paolo Mandelli, allenatore di calcio e ex calciatore italiano (Milano, n. 1967)
- Paolo Marocchi, allenatore di calcio e calciatore italiano (Suzzara, n. 1936 - Genova, † 1998)
- Paolo Maruzzo, allenatore di calcio e ex calciatore italiano (Longare, n. 1953)
- Paolo Mazza, allenatore di calcio e dirigente sportivo italiano (Vigarano Mainarda, n. 1901 - Ferrara, † 1981)
- Paolo Miano, allenatore di calcio e ex calciatore italiano (San Pietro al Natisone, n. 1961)
- Paolo Monelli, allenatore di calcio e ex calciatore italiano (Castelnovo ne' Monti, n. 1963)
- Paolo Montero, allenatore di calcio e ex calciatore uruguaiano (Montevideo, n. 1971)
- Paolo Morosi, allenatore di calcio e ex calciatore italiano (Lamporecchio, n. 1939)
- Paolo Negro, allenatore di calcio e ex calciatore italiano (Arzignano, n. 1972)
- Paolo Nicolato, allenatore di calcio italiano (Lonigo, n. 1966)
- Paolo Orlandoni, allenatore di calcio e ex calciatore italiano (Bolzano, n. 1972)
- Paolo Pandrin, allenatore di calcio e ex calciatore italiano (Mirano, n. 1945)
- Paolo Pavese, allenatore di calcio e ex calciatore italiano (Ferrandina, n. 1957)
- Paul Peschisolido, allenatore di calcio e ex calciatore canadese (Scarborough, n. 1971)
- Paolo Pulici, allenatore di calcio e ex calciatore italiano (Roncello, n. 1950)
- Paolo Rachini, allenatore di calcio e ex calciatore italiano (Atri, n. 1970)
- Paolo Sammarco, allenatore di calcio e ex calciatore italiano (Como, n. 1983)
- Paolo Stringara, allenatore di calcio e ex calciatore italiano (Orbetello, n. 1962)
- Paolo Tomasoni, allenatore di calcio e ex calciatore italiano (Gallarate, n. 1962)
- Paolo Tramezzani, allenatore di calcio e ex calciatore italiano (Castelnovo ne' Monti, n. 1970)
- Paolo Tuttino, allenatore di calcio e ex calciatore italiano (Vissandone, n. 1951)
- Paolo Vanoli, allenatore di calcio e ex calciatore italiano (Varese, n. 1972)
- Paolo Zanetti, allenatore di calcio e ex calciatore italiano (Valdagno, n. 1982)

## Allenatori di calcio a 5(2)
- Paolo De Simoni, allenatore di calcio a 5, ex giocatore di calcio a 5 e ex calciatore italiano (Roma, n. 1962)
- Paolo Minicucci, allenatore di calcio a 5, dirigente sportivo e ex giocatore di calcio a 5 italiano (Roma, n. 1966)

## Allenatori di hockey su ghiaccio(2)
- Paolo Della Bella, allenatore di hockey su ghiaccio e ex hockeista su ghiaccio svizzero (Sorengo, n. 1977)
- Paolo Imperatori, allenatore di hockey su ghiaccio e ex hockeista su ghiaccio svizzero (Ginevra, n. 1975)

## Allenatori di hockey su pista(1)
- Paolo De Rinaldis, allenatore di hockey su pista e ex hockeista su pista italiano (La Spezia, n. 1959)

## Allenatori di pallacanestro(6)
- Paolo Carasso, allenatore di pallacanestro e dirigente sportivo italiano (Rimini, n. 1968)
- Paolo Citrini, allenatore di pallacanestro italiano (Domodossola, n. 1976)
- Paolo Galbiati, allenatore di pallacanestro italiano (Vimercate, n. 1984)
- Paolo Lepore, allenatore di pallacanestro italiano (Avellino, n. 1977)
- Paolo Moretti, allenatore di pallacanestro e ex cestista italiano (Arezzo, n. 1970)
- Paolo Povia, allenatore di pallacanestro italiano (n. 1979)

## Allenatori di pallanuoto(1)
- Paolo Zizza, allenatore di pallanuoto e ex pallanuotista italiano (Napoli, n. 1968)

## Allenatori di pallavolo(1)
- Paolo Amendola, allenatore di pallavolo italiano (Milano, n. 1980)

## Alpinisti(2)
- Paolo Bellodis, alpinista e bobbista italiano (Cortina d'Ampezzo, n. 1958)
- Paolo Consiglio, alpinista italiano (Roma, n. 1927 - Namche Bazar, † 1973)

## Altisti(1)
- Paolo Borghi, ex altista italiano (Treviso, n. 1961)

## Ambasciatori(1)
- Paolo Vita-Finzi, ambasciatore, giornalista e saggista italiano (Torino, n. 1899 - Chianciano Terme, † 1986)

## Ammiragli(6)
- Paolo Cottrau, ammiraglio italiano (Napoli, n. 1837 - Roma, † 1896)
- Paolo La Rosa, ammiraglio italiano (Bologna, n. 1947)
- Paolo Emilio Malaspina, ammiraglio italiano (Ascoli Piceno)
- Paolo Maroni, ammiraglio italiano (Torino, n. 1884 - Roma, † 1950)
- Paolo Thaon di Revel, ammiraglio, politico e nobile italiano (Torino, n. 1859 - Roma, † 1948)
- Paolo Treu, ammiraglio italiano (San Vito al Tagliamento, n. 1958)

## Anarchici(2)
- Paolo Lega, anarchico italiano (Lugo, n. 1868 - Cagliari, † 1896)
- Paolo Schicchi, anarchico italiano (Collesano, n. 1865 - Palermo, † 1950)

## Animatori(2)
- Paul Campani, animatore, fumettista e regista italiano (Modena, n. 1923 - Modena, † 1991)
- Paolo Piffarerio, animatore e fumettista italiano (Milano, n. 1924 - Milano, † 2015)

## Antiquari(2)
- Paolo Alessandro Maffei, antiquario e scrittore italiano (Volterra, n. 1653 - Roma, † 1716)
- Paolo Vimercati Sozzi, antiquario italiano (Milano, n. 1801 - Bergamo, † 1883)

## Antropologi(1)
- Paolo Palmeri, antropologo italiano

## Aracnologi(1)
- Paolo Marcello Brignoli, aracnologo italiano (Roma, n. 1942 - L'Aquila, † 1986)

## Arbitri di calcio(10)
- Paolo Bergamo, ex arbitro di calcio italiano (Collesalvetti, n. 1943)
- Paolo Bertini, ex arbitro di calcio italiano (Arezzo, n. 1964)
- Paolo Casarin, ex arbitro di calcio italiano (Venezia, n. 1940)
- Paolo Dondarini, ex arbitro di calcio italiano (Bologna, n. 1968)
- Paolo Fabricatore, ex arbitro di calcio italiano (Roma, n. 1949)
- Paolo Silvio Mazzoleni, arbitro di calcio italiano (Bergamo, n. 1974)
- Paolo Milan, arbitro di calcio italiano (Padova, n. 1941)
- Paolo Toselli, ex arbitro di calcio italiano (Trieste, n. 1936)
- Paolo Tubertini, arbitro di calcio italiano (Bologna, n. 1945 - Bologna, † 2024)
- Paolo Valeri, ex arbitro di calcio italiano (Roma, n. 1978)

## Archeologi(4)
- Paolo Enrico Arias, archeologo e funzionario italiano (Vittoria, n. 1907 - Pisa, † 1998)
- Paolo Graziosi, archeologo e antropologo italiano (Firenze, n. 1907 - Firenze, † 1988)
- Paolo Matthiae, archeologo e orientalista italiano (Roma, n. 1940)
- Paolo Moreno, archeologo italiano (Udine, n. 1934 - Roma, † 2021)

## Architetti(27)
- Paolo Amato, architetto italiano (Ciminna, n. 1634 - Palermo, † 1714)
- Paolo Cercato, architetto italiano (L'Aquila, n. 1930 - Roma, † 2005)
- Paolo Cesa Bianchi, architetto e ingegnere italiano (Milano, n. 1840 - Milano, † 1920)
- Paolo Comotto, architetto italiano (Bianzè, n. 1824 - Roma, † 1897)
- Paolo Deganello, architetto e designer italiano (Este, n. 1940)
- Paolo Desideri, architetto italiano (Roma, n. 1953)
- Paolo Fontana, architetto italiano (Castello Valsolda, n. 1696 - Zaslavia, † 1765)
- Paolo Gazola, architetto italiano (Piacenza, n. 1787 - Parma, † 1857)
- Paolo Lanzerotti, architetto e ingegnere italiano (Catania, n. 1875 - Catania, † 1944)
- Paolo Marconi, architetto, storico dell'arte e restauratore italiano (Roma, n. 1933 - Roma, † 2013)
- Paolo Antonio Martini, architetto italiano (Massa, n. 1943 - Firenze, † 2022)
- Paolo Maruscelli, architetto italiano (n. 1594 - Roma, † 1649)
- Paolo Mezzanotte, architetto, pittore e storiografo italiano (Milano, n. 1878 - Inverigo, † 1969)
- Paolo Pejrone, architetto e saggista italiano (Torino, n. 1941)
- Paolo Portoghesi, architetto e teorico dell'architettura italiano (Roma, n. 1931 - Calcata, † 2023)
- Paolo Posi, architetto italiano (Siena, n. 1708 - Roma, † 1776)
- Paolo Pozzo, architetto italiano (Verona, n. 1741 - Mantova, † 1803)
- Paolo Riani, architetto e urbanista italiano (Barga, n. 1937)
- Paolo Rizzatto, architetto, designer e imprenditore italiano (Milano, n. 1941)
- Paolo Rossi De Paoli, architetto e ingegnere italiano (Bologna, n. 1900 - Roma, † 1966)
- Paolo Schianchi, architetto e designer italiano (Parma, n. 1966)
- Paolo Sica, architetto e urbanista italiano (Livorno, n. 1935 - Parigi, † 1988)
- Paolo Soleri, architetto, scrittore e scultore italiano (Torino, n. 1919 - Cosanti, † 2013)
- Paolo Soratini, architetto e religioso italiano (Lonato, n. 1682 - Ravenna, † 1762)
- Paolo Tilche, architetto, designer e conduttore televisivo italiano (Alessandria d'Egitto, n. 1925 - Milano, † 2002)
- Paolo Vietti-Violi, architetto italiano (Grandson, n. 1882 - Vogogna, † 1965)
- Paolo Zermani, architetto italiano (Medesano, n. 1958)

## Architetti del paesaggio(1)
- Paolo Bürgi, architetto del paesaggio svizzero (Muralto, n. 1947)

## Arcieri(1)
- Paolo Tura, arciere sammarinese (n. 1971)

## Arcivescovi(3)
- Paolo I, arcivescovo greco antico (Tessalonica - Cucusus, † 351)
- Paolo II di Costantinopoli, arcivescovo bizantino († 653)
- Paolo III di Costantinopoli, arcivescovo bizantino († 694)

## Arcivescovi cattolici(19)
- Paolo Atzei, arcivescovo cattolico italiano (Mantova, n. 1942)
- Paolo Emilio Bergamaschi, arcivescovo cattolico italiano (Pontecorvo, n. 1843 - Troia, † 1925)
- Paolo Borgia, arcivescovo cattolico e diplomatico italiano (Manfredonia, n. 1966)
- Paolo Botto, arcivescovo cattolico italiano (Valparaíso, n. 1896 - Roma, † 1974)
- Paolo Lamberto D'Allègre, arcivescovo cattolico italiano (Torino, n. 1751 - Pavia, † 1821)
- Paolo Patrizio Fava Ghisilieri, arcivescovo cattolico italiano (Bologna, n. 1728 - Ferrara, † 1822)
- Paolo Emilio Filonardi, arcivescovo cattolico italiano (Bauco, n. 1580 - Roma, † 1624)
- Paolo Giglio, arcivescovo cattolico maltese (La Valletta, n. 1927 - La Valletta, † 2016)
- Paolo Giulietti, arcivescovo cattolico italiano (Perugia, n. 1964)
- Paolo Francesco Giustinian, arcivescovo cattolico italiano (Venezia, n. 1715 - Treviso, † 1789)
- Paolo Rocco Gualtieri, arcivescovo cattolico italiano (Supersano, n. 1961)
- Paolo Micallef, arcivescovo cattolico maltese (La Valletta, n. 1818 - Pisa, † 1883)
- Paolo Pezzi, arcivescovo cattolico italiano (Russi, n. 1960)
- Paolo Piromalli, arcivescovo cattolico, missionario e scrittore italiano (Siderno, n. 1592 - Bisignano, † 1667)
- Paolo Rabitti, arcivescovo cattolico italiano (Castellarano, n. 1936)
- Paolo Rudelli, arcivescovo cattolico italiano (Gazzaniga, n. 1970)
- Paolo Giuseppe Maria Serci Serra, arcivescovo cattolico italiano (Nuraminis, n. 1827 - Cagliari, † 1900)
- Paolo Tolosa, arcivescovo cattolico italiano (Napoli, n. 1558 - Chieti, † 1618)
- Paolo Torelli, arcivescovo cattolico italiano (Montechiarugolo, n. 1576 - Roma, † 1630)

## Arrangiatori(1)
- Paolo Galeazzi, arrangiatore, compositore e produttore discografico italiano (Varese, n. 1966)

## Artigiani(2)
- Paolo Contarini, artigiano italiano
- Paolo Massucci, artigiano italiano

## Artisti(8)
- Paolo della Bella, artista italiano (Bagno a Ripoli, n. 1944)
- Paolo Canevari, artista italiano (Roma, n. 1963)
- Paolo Cirio, artista e hacker italiano (n. 1979)
- Paolo Consorti, artista, sceneggiatore e regista italiano (San Benedetto del Tronto, n. 1964)
- Paolo De Poli, artista italiano (Altichiero - Padova, n. 1905 - Padova, † 1996)
- Paolo Rosa, artista e regista italiano (Rimini, n. 1949 - Corfù, † 2013)
- Paolo Scheggi, artista italiano (Firenze, n. 1940 - Roma, † 1971)
- Paolo Scirpa, artista italiano (Siracusa, n. 1934 - Thiene, † 2025)

## Artisti marziali(1)
- Paolo Corallini, artista marziale italiano (Filottrano, n. 1951)

## Assassini seriali(1)
- Paolo Savini, serial killer italiano (Sanremo, n. 1952 - Sanremo, † 1992)

## Astrofisici(2)
- Paolo De Bernardis, astrofisico italiano (Firenze, n. 1959)
- Paolo Maffei, astrofisico italiano (Arezzo, n. 1926 - Foligno, † 2009)

## Astrologi(2)
- Paolo Fox, astrologo e personaggio televisivo italiano (Roma, n. 1961)
- Paolo Alessandrino, astrologo e scrittore romano

## Astronauti(1)
- Paolo Nespoli, ex astronauta, ingegnere e militare italiano (Milano, n. 1957)

## Astronomi(3)
- Paolo Chiavenna, astronomo italiano
- Paolo Frisiani, astronomo e matematico italiano (Milano, n. 1797 - Milano, † 1880)
- Paolo Pietrapiana, astronomo italiano (La Spezia, n. 1959)

## Attivisti(2)
- Fratelli Brancondi, attivista e antifascista italiano (Porto Recanati, n. 1906 - Castelfidardo, † 1944)
- Paolo Patanè, attivista italiano (Giarre, n. 1967)

## Attori teatrali(3)
- Paolo Belli Blanes, attore teatrale italiano (Firenze, n. 1774 - Firenze, † 1823)
- Paolo Nani, attore teatrale e regista teatrale italiano (Ferrara, n. 1956)
- Paolo Valerio, attore teatrale, regista teatrale e direttore artistico italiano (Verona, n. 1961)

## Autori di giochi(1)
- Paolo Mori, autore di giochi italiano (Parma, n. 1977)

## Autori televisivi(2)
- Paolo Cananzi, autore televisivo e sceneggiatore italiano (Rimini, n. 1963)
- Paolo Taggi, autore televisivo, sceneggiatore e giornalista italiano (Novara, n. 1956 - Roma, † 2022)

## Avvocati(9)
- Paolo Baruchelli, avvocato, patriota e politico italiano (Brescia, n. 1810 - Brescia, † 1872)
- Paolo Di Campello, avvocato e politico italiano (Spoleto, n. 1829 - Spoleto, † 1917)
- Paolo Lembo, avvocato e politico italiano (Bari, n. 1865 - † 1956)
- Paolo Palmisano, avvocato e politico italiano (Siculiana, n. 1889 - Agrigento, † 1966)
- Paolo Porta, avvocato e funzionario italiano (Como, n. 1901 - Dongo, † 1945)
- Paolo Ravenna, avvocato e scrittore italiano (Ferrara, n. 1926 - Ferrara, † 2012)
- Paolo Toffanin, avvocato italiano (Padova, n. 1890 - Padova, † 1971)
- Paolo Zanotto, avvocato e politico italiano (Verona, n. 1953)
- Paolo Zunino, avvocato e politico italiano (Rapallo, n. 1848 - Rapallo, † 1923)

## Baritoni(4)
- Paolo Bordogna, baritono e basso italiano (Melzo, n. 1972)
- Paolo Coni, baritono italiano (Perugia, n. 1957)
- Paolo Gavanelli, baritono italiano (Monselice, n. 1959)
- Paolo Silveri, baritono italiano (Ofena, n. 1913 - Roma, † 2001)

## Bassi(3)
- Paolo Medini, basso italiano (Molinella, n. 1837 - Salò, † 1911)
- Paolo Montarsolo, basso e attore cinematografico italiano (Napoli, n. 1925 - Roma, † 2006)
- Paolo Washington, basso italiano (Firenze, n. 1932 - Firenze, † 2008)

## Bassisti(3)
- Paolo Baldini, bassista e produttore discografico italiano (Pordenone, n. 1975)
- Paolo Costa, bassista italiano (Milano, n. 1964)
- Paolo Donnarumma, bassista e chitarrista italiano (Taranto, n. 1952)

## Batteristi(6)
- Paolo Gep Cucco, batterista e produttore discografico italiano (Torino)
- Paolo Lancellotti, batterista italiano (Carpi, n. 1947 - Correggio, † 2014)
- Paolo Pellegatti, batterista italiano (Milano, n. 1957)
- Paolo Perazzani, batterista italiano (Bovolone, n. 1978)
- Paolo Siani, batterista italiano (Genova)
- Paolo Vinaccia, batterista italiano (Camerino, n. 1954 - Oslo, † 2019)

## Biatleti(1)
- Paolo Longo, ex biatleta italiano (Cavalese, n. 1977)

## Biologi(1)
- Paolo Sassone-Corsi, biologo italiano (Napoli, n. 1956 - Irvine, † 2020)

## Bizantinisti(1)
- Paolo Cesaretti, bizantinista e filologo italiano (Milano, n. 1957)

## Bobbisti(3)
- Paolo Canedi, ex bobbista italiano (Milano, n. 1965)
- Paolo Herbert, bobbista italiano (n. 1895)
- Paolo Scaramuzza, bobbista e docente italiano (Soragna, n. 1959)

## Botanici(1)
- Paolo Silvio Boccone, botanico italiano (Palermo, n. 1633 - Parco, † 1704)

## Briganti(2)
- Paolo Ferraro, brigante italiano (Favara, n. 1870 - Agrigento, † 1902)
- Paolo Mancuso, brigante italiano (Scigliano, n. 1782 - Migliuso, † 1811)

## Cabarettisti(1)
- Paolo Nativi, cabarettista, mimo e comico italiano (Siena, n. 1940 - Firenze, † 1976)

## Canoisti(3)
- Paolo Carraro, ex canoista italiano (Verbania, n. 1964)
- Paolo Ceccon, canoista italiano (Bassano del Grappa, n. 1996)
- Paolo Lepori, ex canoista italiano (Livorno, n. 1959)

## Canottieri(5)
- Paolo Amorini, ex canottiere italiano (Rio nell'Elba, n. 1937)
- Paolo Di Girolamo, canottiere italiano (Terracina, n. 1994)
- Paolo Gennari, canottiere italiano (n. 1908 - † 1968)
- Paolo Grugni, canottiere e dirigente sportivo italiano (Pavia, n. 1985)
- Paolo Pittino, ex canottiere italiano (Clichy, n. 1968)

## Cantanti(5)
- Paolo Bacilieri, cantante italiano (Jolanda di Savoia, n. 1925 - Bologna, † 1997)
- Paolo Bernard, cantante e attore italiano (Garlasco, n. 1885 - Torino, † 1961)
- Paolo Carta, cantante, chitarrista e produttore discografico italiano (Roma, n. 1964)
- Paolo Martella, cantante italiano (Milano, n. 1966)
- Paolo Mengoli, cantante e personaggio televisivo italiano (Bologna, n. 1950)

## Cantautori(13)
- Paolo Amati, cantautore, compositore e arrangiatore italiano (Roma, n. 1966)
- Paolo Audino, cantautore e paroliere italiano (Tripoli, n. 1965)
- Paolo Barabani, cantautore, paroliere e chitarrista italiano (Bologna, n. 1953)
- Paolo Belli, cantautore e conduttore televisivo italiano (Formigine, n. 1962)
- Paolo Benvegnù, cantautore e chitarrista italiano (Milano, n. 1965 - Toscolano Maderno, † 2024)
- Paolo Brera, cantautore italiano (Bollate, n. 1974)
- Paolo Cattaneo, cantautore e musicista italiano (Brescia, n. 1971)
- Paolo Conte, cantautore, polistrumentista e pittore italiano (Asti, n. 1937)
- Paolo Frescura, cantautore, compositore e editore musicale italiano (Roma, n. 1953)
- Paolo Nutini, cantautore e musicista britannico (Paisley, n. 1987)
- Paolo Pietrangeli, cantautore, regista e sceneggiatore italiano (Roma, n. 1945 - Roma, † 2021)
- Paolo Simoni, cantautore e musicista italiano (Comacchio, n. 1985)
- Paolo Vallesi, cantautore italiano (Firenze, n. 1964)

## Cardinali(19)
- Paolo Francesco Antamori, cardinale e vescovo cattolico italiano (Roma, n. 1712 - Orvieto, † 1795)
- Paolo Bertoli, cardinale e arcivescovo cattolico italiano (Camporgiano, n. 1908 - Roma, † 2001)
- Paolo Burali d'Arezzo, cardinale e arcivescovo cattolico italiano (Itri, n. 1511 - Torre del Greco, † 1578)
- Paolo Emilio Cesi, cardinale italiano (Cesi, n. 1481 - Roma, † 1537)
- Paolo Dezza, cardinale italiano (Parma, n. 1901 - Roma, † 1999)
- Paolo Fregoso, cardinale e arcivescovo cattolico italiano (Genova, n. 1430 - Roma, † 1498)
- Paolo Gentili, cardinale italiano (Lucca - Italia, † 1106)
- Paolo Giobbe, cardinale e arcivescovo cattolico italiano (Roma, n. 1880 - Roma, † 1972)
- Paolo Mangelli Orsi, cardinale italiano (Forlì, n. 1762 - Roma, † 1846)
- Paolo Marella, cardinale e arcivescovo cattolico italiano (Roma, n. 1895 - Roma, † 1984)
- Paolo Massei, cardinale italiano (Montepulciano, n. 1712 - Roma, † 1785)
- Paolo Polidori, cardinale italiano (Jesi, n. 1778 - Roma, † 1847)
- Paolo Romeo, cardinale e arcivescovo cattolico italiano (Acireale, n. 1938)
- Paolo Emilio Rondinini, cardinale e vescovo cattolico italiano (Roma, n. 1617 - Roma, † 1668)
- Paolo Sardi, cardinale e arcivescovo cattolico italiano (Ricaldone, n. 1934 - Roma, † 2019)
- Paolo Savelli, cardinale italiano (Ariccia, n. 1622 - Roma, † 1685)
- Paolo Emilio Sfondrati, cardinale e vescovo cattolico italiano (Milano, n. 1560 - Tivoli, † 1618)
- Paolo Giuseppe Solaro, cardinale e vescovo cattolico italiano (Szeben, n. 1743 - Torino, † 1824)
- Paolo Emilio Zacchia, cardinale italiano (Vezzano, n. 1554 - Roma, † 1605)

## Cartografi(1)
- Paolo Bartolomeo Clarici, cartografo e botanico italiano (Ancona, n. 1664 - Padova, † 1725)

## Cavalieri(1)
- Paolo Angioni, cavaliere italiano (Cagliari, n. 1938)

## Ceramisti(2)
- Paolo Rubboli, ceramista e artigiano italiano (Fiorenzuola di Focara, n. 1838 - Gualdo Tadino, † 1890)
- Paolo di Nicola, ceramista italiano (Viterbo - Viterbo)

## Cestisti(25)
- Paolo Alberti, ex cestista italiano (Milano, n. 1972)
- Paolo Banchero, cestista statunitense (Seattle, n. 2002)
- Paolo Barlera, cestista italiano (Monrovia, n. 1982 - Bologna, † 2009)
- Paolo Bergonzoni, ex cestista italiano (Bologna, n. 1946)
- Paolo Bianchi, ex cestista italiano (Milano, n. 1953)
- Paolo Boesso, ex cestista italiano (Udine, n. 1961)
- Paolo Bortolon, ex cestista italiano (Treviso, n. 1968)
- Paolo Calbini, ex cestista e allenatore di pallacanestro italiano (Pesaro, n. 1972)
- Paolo Checchi, cestista italiano (n. 1927 - † 1992)
- Paolo Conti, ex cestista e allenatore di pallacanestro italiano (Rho, n. 1969)
- Paolo Conti, ex cestista, scultore e pittore italiano (Bologna, n. 1938)
- Paolo Giuliani, ex cestista e procuratore sportivo italiano (Sesto San Giovanni, n. 1972)
- Paolo Gracis, ex cestista italiano (Treviso, n. 1951)
- Paolo Lanza, ex cestista, allenatore di pallacanestro e dirigente sportivo italiano (Padova, n. 1962)
- Paolo Magistrini, ex cestista italiano (Casalecchio di Reno, n. 1936)
- Paolo Marinelli, cestista croato (Fiume, n. 1995)
- Paolo Monzecchi, ex cestista italiano (Figline Valdarno, n. 1971)
- Paolo Paci, cestista italiano (Chivasso, n. 1990)
- Paolo Polzot, ex cestista italiano (Udine, n. 1948)
- Paolo Prato, ex cestista italiano (Torino, n. 1973)
- Paolo Pressacco, ex cestista e dirigente sportivo italiano (Udine, n. 1957)
- Paolo Rossi, ex cestista e allenatore di pallacanestro italiano (Roma, n. 1948)
- Paolo Rotondo, cestista italiano (Siracusa, n. 1989)
- Paolo Vazzoler, ex cestista e dirigente sportivo italiano (Treviso, n. 1961)
- Paolo Vittori, ex cestista e allenatore di pallacanestro italiano (Gorizia, n. 1938)

## Chimici(5)
- Paolo Chini, chimico italiano (Firenze, n. 1928 - Milano, † 1980)
- Paolo Chiorboli, chimico italiano (Bologna, n. 1924)
- Paolo Corradini, chimico italiano (Roma, n. 1930 - Roma, † 2006)
- Paolo Silvestroni, chimico italiano (Roma, n. 1917 - Roma, † 2003)
- Paolo Tassinari, chimico italiano (Castel Bolognese, n. 1829 - Solarolo, † 1909)

## Chirurghi(3)
- Paolo De Coppi, chirurgo italiano (Conegliano, n. 1972)
- Paolo Macchiarini, chirurgo italiano (Basilea, n. 1958)
- Paolo Bedeschi, chirurgo italiano (n. 1930)

## Chitarristi(8)
- Peo Alfonsi, chitarrista e compositore italiano (Iglesias)
- Paolo Angeli, chitarrista, compositore e etnomusicologo italiano (Sassari, n. 1970)
- Paolo Capodacqua, chitarrista italiano (Avezzano, n. 1961)
- Paolo Ciarchi, chitarrista italiano (Milano, n. 1942 - Milano, † 2019)
- Paolo Gianolio, chitarrista, arrangiatore e produttore discografico italiano (Reggio Emilia, n. 1955)
- Paolo Giordano, chitarrista italiano (Pescara, n. 1962 - Pescara, † 2021)
- Paolo Tofani, chitarrista e compositore italiano (Firenze, n. 1944)
- Paolo Torelli, chitarrista italiano

## Ciclisti su strada(14)
- Paolo Bailetti, ex ciclista su strada italiano (Somma Lombardo, n. 1980)
- Paolo Bianchi, ciclista su strada italiano (Spinetta Marengo, n. 1908 - Cannes, † 1972)
- Paolo Bossoni, ex ciclista su strada italiano (San Secondo Parmense, n. 1976)
- Paolo Botarelli, ex ciclista su strada italiano (Firenze, n. 1966)
- Paolo Ciavatta, ciclista su strada italiano (Nereto, n. 1984)
- Paolo Cimini, ex ciclista su strada italiano (Roma, n. 1964)
- Paolo Fornaciari, ex ciclista su strada italiano (Viareggio, n. 1971)
- Paolo Lanfranchi, ex ciclista su strada italiano (Gazzaniga, n. 1968)
- Paolo Longo Borghini, ex ciclista su strada italiano (Asiago, n. 1980)
- Paolo Mannucci, ex ciclista su strada italiano (Capraia Fiorentina, n. 1942)
- Paolo Pedretti, ciclista su strada e pistard italiano (Orsenigo, n. 1906 - Tavernerio, † 1983)
- Paolo Simion, ex ciclista su strada e pistard italiano (Castelfranco Veneto, n. 1992)
- Paolo Totò, ciclista su strada e paraciclista italiano (Fermo, n. 1991)
- Paolo Valoti, ex ciclista su strada italiano (Alzano Lombardo, n. 1971)

## Clarinettisti(1)
- Paolo Ravaglia, clarinettista italiano (Lugo, n. 1959)

## Collaboratori di giustizia(1)
- Paolo Aleandri, collaboratore di giustizia e ex terrorista italiano (Poggio Mirteto, n. 1955)

## Collezionisti d'arte(1)
- Paolo Tosio, collezionista d'arte italiano (Sorbara, n. 1775 - Brescia, † 1842)

## Comici(2)
- Paolo Hendel, comico, cabarettista e attore italiano (Firenze, n. 1952)
- Paolo Migone, comico e cabarettista italiano (San Paolo del Brasile, n. 1956)

## Compositori(28)
- Paolo Agostini, compositore e organista italiano (Vallerano, n. 1583 - Roma, † 1629)
- Paolo Arcà, compositore italiano (Roma, n. 1953)
- Paolo Benedetto Bellinzani, compositore italiano (Mantova, n. 1682 - Recanati, † 1757)
- Paolo Besagno, compositore italiano (Genova, n. 1964)
- Paolo Aretino, compositore italiano (Arezzo, n. 1508 - Arezzo, † 1584)
- Paolo Brambilla, compositore italiano (Milano, n. 1787 - Milano, † 1838)
- Paolo Castaldi, compositore e saggista italiano (Milano, n. 1930 - Milano, † 2021)
- Paolo Cavallone, compositore e poeta italiano (Sulmona, n. 1975)
- Paolo Coletta, compositore, regista e commediografo italiano (Napoli, n. 1978)
- Giuseppe Concone, compositore italiano (Torino, n. 1801 - Torino, † 1861)
- Paolo Ferrarese, compositore e poeta italiano (Ferrara)
- Paolo Giuseppe Ghebart, compositore, direttore d'orchestra e violinista italiano (n. 1796 - † 1870)
- Paolo Giorza, compositore italiano (Milano, n. 1832 - Seattle, † 1914)
- Paolo Lorenzani, compositore e musicista italiano (Roma, n. 1640 - Roma, † 1713)
- Paolo Morellati, compositore e organista italiano (Vicenza, n. 1740 - Vicenza, † 1807)
- Paolo da Firenze, compositore e teorico della musica italiano (Firenze - † 1436)
- Paolo Francesco Parenti, compositore italiano (Napoli, n. 1764 - Parigi, † 1821)
- El Pasador, compositore, tastierista e arrangiatore italiano (Riccione, n. 1932 - Bologna, † 2023)
- Paolo Prencipe, compositore, arrangiatore e produttore discografico italiano (Foggia, n. 1938)
- Paolo Quagliati, compositore e organista italiano (Chioggia, n. 1555 - Roma, † 1628)
- Paolo Renosto, compositore italiano (Firenze, n. 1935 - Reggio Calabria, † 1988)
- Paolo Rustichelli, compositore, pianista e tastierista italiano (Roma, n. 1953)
- Paolo Scalabrini, compositore italiano (n. 1713 - Lucca, † 1806)
- Paolo Serrao, compositore e pianista italiano (Filadelfia, n. 1830 - Napoli, † 1907)
- Paolo Tortiglione, compositore e informatico italiano (Napoli, n. 1965)
- Paolo Ugoletti, compositore italiano (Brescia, n. 1956)
- Paolo Virchi, compositore e musicista italiano (Brescia, n. 1552 - † 1610)
- Paolo Vivaldi, compositore italiano (Roma, n. 1964)

## Condottieri(5)
- Paolo Colleoni, condottiero italiano (Trezzo sull'Adda)
- Paolo Battista Fregoso, condottiero italiano (Fossano, † 1557)
- Paolo Orsini, condottiero italiano (n. 1450 - Città della Pieve, † 1503)
- Paolo Vitelli, condottiero e cavaliere medievale italiano (Città di Castello, n. 1461 - Firenze, † 1499)
- Paolo II Vitelli, condottiero e cavaliere italiano (Città di Castello, n. 1519 - Parma, † 1574)

## Conduttori radiofonici(3)
- Paolo Cavallone, conduttore radiofonico, attore teatrale e conduttore televisivo italiano (Casale Monferrato, n. 1963)
- Paolo Maggioni, conduttore radiofonico e giornalista italiano (Vigevano, n. 1982)
- Paolino DJ, conduttore radiofonico e telecronista sportivo italiano (Melzo, n. 1980)

## Conduttori televisivi(2)
- Paolo Bonolis, conduttore televisivo, showman e autore televisivo italiano (Roma, n. 1961)
- Paolo Ciavarro, conduttore televisivo e personaggio televisivo italiano (Roma, n. 1991)

## Costituzionalisti(1)
- Paolo Biscaretti di Ruffia, costituzionalista italiano (Torino, n. 1912 - Milano, † 1996)

## Criminali(2)
- Paolo Dongo, criminale italiano (Genova, n. 1952)
- Paolo Frau, criminale italiano (Roma, n. 1949 - Roma, † 2002)

## Critici cinematografici(2)
- Paolo Cherchi Usai, critico cinematografico e saggista italiano (Rossiglione, n. 1957)
- Paolo Mereghetti, critico cinematografico italiano (Milano, n. 1949)

## Critici d'arte(3)
- Paolo Fossati, critico d'arte italiano (Arezzo, n. 1938 - Torino, † 1998)
- Paolo Levi, critico d'arte e saggista italiano (Torino, n. 1935)
- Paolo Rizzi, critico d'arte e giornalista italiano (Venezia, n. 1932 - Venezia, † 2007)

## Critici letterari(4)
- Paolo Bertinetti, critico letterario, traduttore e anglista italiano (Torino, n. 1944)
- Paolo Giovannetti, critico letterario italiano (Milano, n. 1958)
- Paolo Mauri, critico letterario e giornalista italiano (Milano, n. 1945 - Roma, † 2022)
- Paolo Milano, critico letterario e giornalista italiano (Roma, n. 1904 - Roma, † 1988)

## Critici musicali(2)
- Paolo Isotta, critico musicale, musicologo e scrittore italiano (Napoli, n. 1950 - Napoli, † 2021)
- Paolo Talanca, critico musicale italiano (Pescara, n. 1979)

## Danzatori(4)
- Paolo Bortoluzzi, ballerino e coreografo italiano (Genova, n. 1938 - Bruxelles, † 1993)
- Paolo Gozlino, ballerino, coreografo e attore italiano (Senigallia, n. 1926 - Ronciglione, † 1992)
- Paolo Samengo, danzatore e coreografo italiano (Genova, n. 1797 - † 1863)
- Paolo Taglioni, danzatore e coreografo italiano (Vienna, n. 1808 - Berlino, † 1884)

## Designer(2)
- Paolo Martin, designer italiano (Torino, n. 1943)
- Paolo Metaldi, designer italiano (Verbania, n. 1980)

## Diplomatici(7)
- Paolo Dionisi, diplomatico italiano (Roma, n. 1965)
- Paolo IV Esterházy, diplomatico e politico ungherese (Vienna, n. 1843 - Lockenhaus, † 1898)
- Paolo Greppi, diplomatico italiano (Cazzano Sant'Andrea, n. 1748 - Parigi, † 1800)
- Girolamo Grimaldi, diplomatico e politico italiano (Genova, n. 1710 - Genova, † 1789)
- Paolo Pucci di Benisichi, diplomatico italiano (Palermo, n. 1941 - Roma, † 2013)
- Paolo Alberto Rossi, diplomatico italiano (Roma, n. 1887 - Roma, † 1969)
- Polo Zuliani, diplomatico italiano

## Direttori d'orchestra(2)
- Paolo Olmi, direttore d'orchestra italiano (Terni, n. 1954)
- Paolo Ormi, direttore d'orchestra, arrangiatore e pianista italiano (Firenze, n. 1936 - Roma, † 2013)

## Direttori della fotografia(1)
- Paolo Carnera, direttore della fotografia italiano (Venezia, n. 1957)

## Direttori di coro(2)
- Paolo Maccagnan, direttore di coro italiano|Didascalia=Paolo Maccagnan nel 2022 (Bolzano, n. 1968)
- Paolo Vero, direttore di coro italiano (Roma, n. 1958 - Pesaro, † 2015)

## Dirigenti d'azienda(12)
- Paolo Ajroldi di Robbiate, dirigente d'azienda italiano (Magonza, n. 1863 - Sanremo, † 1932)
- Paolo Arata, dirigente d'azienda e politico italiano (Genova, n. 1950)
- Paolo Arrigoni, dirigente d'azienda italiano (Lecco, n. 1964)
- Paolo Basso, manager italiano (Besnate, n. 1966)
- Paolo Andrea Colombo, dirigente d'azienda italiano (Milano, n. 1960)
- Paolo Cuccia, dirigente d'azienda e imprenditore italiano (Roma, n. 1953)
- Paolo Dal Pino, manager italiano (Milano, n. 1962)
- Paolo Del Brocco, dirigente d'azienda, dirigente pubblico e produttore cinematografico italiano (Roma, n. 1963)
- Paolo Gallo, dirigente d'azienda italiano (Torino, n. 1961)
- Paolo Scaroni, manager, dirigente sportivo e banchiere italiano (Vicenza, n. 1946)
- Paolo Signorini, dirigente d'azienda italiano (Casalpusterlengo, n. 1884 - Ercolano, † 1966)
- Paolo Vigevano, dirigente d'azienda e politico italiano (Genova, n. 1948)

## Dirigenti sportivi(15)
- Paolo Bettini, dirigente sportivo e ex ciclista su strada italiano (Cecina, n. 1974)
- Paolo Bravo, dirigente sportivo e ex calciatore italiano (Brescia, n. 1974)
- Paolo Cristallini, dirigente sportivo e ex calciatore italiano (Milano, n. 1971)
- Paolo Franzoni, dirigente sportivo, allenatore di calcio e ex calciatore italiano (Livorno, n. 1948)
- Paolo Giuliano, dirigente sportivo italiano (Siracusa, n. 1966)
- Paolo Maldini, dirigente sportivo e ex calciatore italiano (Milano, n. 1968)
- Paolo Pochesci, dirigente sportivo, allenatore di calcio e ex calciatore italiano (Frascati, n. 1961)
- Paolo Poggi, dirigente sportivo e ex calciatore italiano (Venezia, n. 1971)
- Paolo Ponzo, dirigente sportivo e calciatore italiano (Cairo Montenotte, n. 1972 - Pietra Ligure, † 2013)
- Paolo Rosola, dirigente sportivo, ex ciclista su strada e pistard italiano (Gussago, n. 1957)
- Paolo Santarelli, dirigente sportivo, allenatore di calcio e ex calciatore italiano (Marino, n. 1954)
- Paolo Scarso, dirigente sportivo e arbitro di pugilato italiano (Ponte San Nicolò, n. 1943 - Padova, † 2004)
- Emilio Storace, dirigente sportivo e calciatore italiano (Genova, n. 1887)
- Paolo Tagliavento, dirigente sportivo e ex arbitro di calcio italiano (Terni, n. 1972)
- Paolo Tiralongo, dirigente sportivo e ex ciclista su strada italiano (Avola, n. 1977)

## Disc jockey(1)
- Paolo Micioni, disc jockey, produttore discografico e direttore artistico italiano (Foligno, n. 1956)

## Disegnatori(3)
- Paolo Bisi, disegnatore italiano (Piacenza, n. 1964)
- Paolo Parente, disegnatore italiano (Sanremo, n. 1965)
- Paolo Parisi, disegnatore italiano (Montepulciano, n. 1980)

## Dogi(3)
- Paolo da Novi, doge (Novi Ligure, n. 1440 - Genova, † 1507)
- Paolo Giustiniani Moneglia, doge (Genova, n. 1506 - Genova, † 1586)
- Paolo Battista de' Giudici, doge (Genova, n. 1490 - Genova, † 1561)

## Doppiatori(5)
- Paolo Canali, doppiatore e politico britannico (Londra, n. 1911 - † 1979)
- Paolo De Santis, doppiatore e direttore del doppiaggio italiano (Milano, n. 1979)
- Paolo Marchese, doppiatore e attore italiano (Torino, n. 1964)
- Paolo Sesana, doppiatore italiano (Como, n. 1970)
- Paolo Vivio, doppiatore e attore italiano (Roma, n. 1980)

## Drammaturghi(3)
- Paolo Ferrari, commediografo italiano (Modena, n. 1822 - Milano, † 1889)
- Paolo Giacometti, drammaturgo italiano (Novi Ligure, n. 1816 - Gazzuolo, † 1882)
- Paolo Puppa, drammaturgo, scrittore e saggista italiano (Venezia, n. 1945)

## Economisti(10)
- Paolo Baffi, economista e banchiere italiano (Broni, n. 1911 - Roma, † 1989)
- Paolo Baratta, economista e manager italiano (Milano, n. 1939)
- Paolo Brera, economista, scrittore e traduttore italiano (Milano, n. 1949 - Milano, † 2019)
- Paolo Emilio Cassandro, economista italiano (Barletta, n. 1910 - Roma, † 2004)
- Paolo Collini, economista italiano (Vicenza, n. 1959)
- Paolo Guerrieri Paleotti, economista e politico italiano (Roma, n. 1947)
- Paolo Leon, economista italiano (Venezia, n. 1935 - Roma, † 2016)
- Paolo Ricca Salerno, economista italiano (San Fratello, n. 1889 - Acquedolci, † 1951)
- Paolo Savona, economista e politico italiano (Cagliari, n. 1936)
- Paolo Sylos Labini, economista italiano (Roma, n. 1920 - Roma, † 2005)

## Editori(4)
- Paolo Boringhieri, editore italiano (Torino, n. 1921 - Torino, † 2006)
- Paolo Gaffuri, editore italiano (Bergamo, n. 1849 - Bergamo, † 1931)
- Paolo Mangini, editore italiano (n. 1932 - † 2007)
- Paolo Manuzio, editore, tipografo e umanista italiano (Venezia, n. 1512 - Roma, † 1574)

## Educatori(1)
- Paolo Emilio Bilotti, educatore, storico e archivista italiano (Vallefiorita, n. 1860 - Salerno, † 1927)

## Entomologi(1)
- Paolo Luigioni, entomologo e biologo italiano (Roma, n. 1873 - Roma, † 1937)

## Esarchi(1)
- Paolo, esarca bizantino (Ravenna, † 727)

## Etnomusicologi(1)
- Paolo Bon, etnomusicologo e direttore di coro italiano (Volpago del Montello, n. 1940 - Firenze, † 2016)

## Falsari(1)
- Paolo Ciulla, falsario, fotografo e incisore italiano (Caltagirone, n. 1867 - † 1931)

## Fantini(1)
- Paolo Santinelli, fantino italiano (Manciano, n. 1838 - Siena, † 1878)

## Farmacologi(1)
- Paolo Mantegazza, farmacologo e partigiano italiano (Varese, n. 1923 - Milano, † 2015)

## Filantropi(1)
- Paolo Taverna, filantropo e mecenate italiano (Milano, n. 1804 - Milano, † 1878)

## Filologi(7)
- Paolo Beni, filologo, letterato e gesuita italiano (Candia, n. 1552 - Padova, † 1625)
- Paolo Canettieri, filologo italiano (Viterbo, n. 1965)
- Paolo Cherchi, filologo e storico della letteratura italiano (Oschiri, n. 1937)
- Paolo Emilio Pavolini, filologo e traduttore italiano (Livorno, n. 1864 - Quattordio, † 1942)
- Paolo Savj-Lopez, filologo e saggista italiano (Torino, n. 1876 - Napoli, † 1919)
- Paolo Toschi, filologo e storico della letteratura italiano (Lugo, n. 1893 - Roma, † 1974)
- Paolo Trovato, filologo e linguista italiano (San Donà di Piave, n. 1952)

## Filosofi(13)
- Paolo Bagni, filosofo italiano (Rubiera, n. 1943 - † 2006)
- Paolo Becchi, filosofo e opinionista italiano (Genova, n. 1955)
- Paolo Casini, filosofo e storico italiano (Roma, n. 1932)
- Paolo D'Iorio, filosofo italiano (Seravezza, n. 1963)
- Paolo Mattia Doria, filosofo e matematico italiano (Genova, n. 1667 - Napoli, † 1746)
- Paolo Filiasi Carcano, filosofo italiano (Napoli, n. 1911 - Roma, † 1977)
- Paolo Leonardi, filosofo italiano (Sassari, n. 1947)
- Paolo della Pergola, filosofo, matematico e logico italiano (Pergola - Venezia, † 1455)
- Paolo da Venezia, filosofo, teologo e umanista italiano (Udine - Padova, † 1428)
- Paolo Parrini, filosofo italiano (Castell'Azzara, n. 1943 - Firenze, † 2020)
- Paolo Rossi Monti, filosofo e storico della scienza italiano (Urbino, n. 1923 - Firenze, † 2012)
- Paolo Valore, filosofo italiano (Milano, n. 1972)
- Paolo Virno, filosofo e semiologo italiano (Napoli, n. 1952)

## Fisici(6)
- Paolo Aproino, fisico italiano (Treviso, n. 1586 - Venezia, † 1638)
- Paolo Beltrami, fisico italiano
- Paolo Budinich, fisico italiano (Lussingrande, n. 1916 - Trieste, † 2013)
- Paolo Dell'Oro, fisico e scrittore italiano (Roma, n. 1935 - Varese, † 2015)
- Paolo Giubellino, fisico italiano (Torino, n. 1960)
- Paolo Volpicelli, fisico e matematico italiano (Roma, n. 1804 - Roma, † 1879)

## Fisiologi(1)
- Paolo Mantegazza, fisiologo, patologo e igienista italiano (Monza, n. 1831 - San Terenzo, † 1910)

## Fondisti(2)
- Paolo Lorenzini, ex fondista italiano (Milano, n. 1950)
- Paolo Ventura, fondista italiano (Cavalese, n. 1996)

## Fondisti di corsa in montagna‎(1)
- Paolo Bert, fondista di corsa in montagna italiano (Pinerolo, n. 1978)

## Fotografi(15)
- Paolo Baraldi, fotografo e giornalista italiano (Varese, n. 1967)
- Paolo Curto, fotografo italiano (Pola, n. 1941)
- Paolo Di Paolo, fotografo italiano (Larino, n. 1925 - Termoli, † 2023)
- Paolo Gasparini, fotografo italiano (Gorizia, n. 1934)
- Paolo Lombardi, fotografo italiano (Siena, n. 1827 - Siena, † 1890)
- Paolo Marton, fotografo italiano (Treviso, n. 1932 - Treviso, † 2006)
- Paolo Monti, fotografo italiano (Novara, n. 1908 - Milano, † 1982)
- Paolo Novelli, fotografo e artista italiano (Brescia, n. 1976 - Brescia, † 2025)
- Paolo Pellegrin, fotografo italiano (Roma, n. 1964)
- Paolo Pellion di Persano, fotografo italiano (Castagneto Po, n. 1947 - Castagneto Po, † 2017)
- Paolo Ranzani, fotografo italiano (Torino, n. 1966)
- Paolo Rosselli, fotografo italiano (Milano, n. 1952)
- Paolo Roversi, fotografo italiano (Ravenna, n. 1947)
- Paolo Salviati, fotografo italiano (Venezia, n. 1818 - Venezia, † 1894)
- Paolo Santambrogio, fotografo e regista italiano (Milano, n. 1978)

## Francescani(3)
- Paolo di Taranto, francescano e alchimista italiano
- Paolo Pio Perazzo, francescano italiano (Nizza Monferrato, n. 1846 - Torino, † 1911)
- Camillo Renato, francescano italiano (Sicilia, n. 1500 - Caspano, † 1575)

## Francesisti(2)
- Paolo Carile, francesista italiano (Lugano, n. 1935)
- Paolo Serini, francesista e traduttore italiano (Vicenza, n. 1900 - Torino, † 1965)

## Fumettisti(15)
- Paolo Aldighieri, fumettista italiano (Trento, n. 1976)
- Paolo Bacilieri, fumettista e scrittore italiano (Verona, n. 1965)
- Paolo Castaldi, fumettista e illustratore italiano (Milano, n. 1982)
- Paolo Chiarini, fumettista italiano (n. 1946 - † 2002)
- Paolo Cossi, fumettista italiano (Pordenone, n. 1980)
- Paolo Di Clemente, fumettista italiano (Milano, n. 1971)
- Paolo Eleuteri Serpieri, fumettista italiano (Venezia, n. 1944)
- Paolo Ghelardini, fumettista italiano (Roma, n. 1944)
- Paolo Montecchi, fumettista italiano (Pisa, n. 1932 - Pisa, † 2014)
- Paolo Morales, fumettista, sceneggiatore e disegnatore italiano (Roma, n. 1956 - Roma, † 2013)
- Paolo Morisi, fumettista italiano (San Giovanni in Persiceto, n. 1948 - Savignano sul Panaro, † 2016)
- Paolo Mottura, fumettista italiano (Pinerolo, n. 1968)
- Paolo Ongaro, fumettista italiano (Mestre, n. 1946)
- Paolo Raffaelli, fumettista italiano (Roma, n. 1962)
- Paolo Zaniboni, fumettista italiano (Torino, n. 1970)

## Funzionari(11)
- Paolo Afiarta, funzionario e politico italiano (Ravenna, † 772)
- Paolo Bernardi, funzionario e politico italiano (Venezia, n. 1856 - Roma, † 1922)
- Paolo Catena, funzionario romano († 362)
- Paolo D'Ancora, prefetto e politico italiano (Napoli, n. 1870 - Roma, † 1944)
- Paolo De Ioanna, funzionario italiano (Lucera, n. 1944 - Roma, † 2018)
- Paolo Farina, funzionario e politico italiano (Genova, n. 1806 - Firenze, † 1871)
- Paolo Guerrini, funzionario e politico italiano (Osimo, n. 1939)
- Paolo Lassini, funzionario italiano (Milano, n. 1946)
- Paolo Naccarato, funzionario, politico e giornalista italiano (Cosenza, n. 1958)
- Paolo Strano, funzionario e prefetto italiano (Palermo, n. 1907 - Roma, † 1992)
- Paolo Vella, funzionario e politico italiano (Caltagirone, n. 1950)

## Gambisti(1)
- Paolo Pandolfo, gambista e compositore italiano

## Generali(20)
- Paolo Angioy, generale italiano (Alghero, n. 1890 - Roma, † 1975)
- Paolo Berardi, generale italiano (Torino, n. 1885 - Torino, † 1953)
- Paolo Cavanenghi, generale italiano (Carezzano, n. 1932 - Modena, † 2003)
- Paolo De Maria, generale italiano (Alessandria, n. 1891 - Spoleto, † 1968)
- Paolo Franzini Tibaldeo, generale italiano (Casal Cermelli, n. 1814 - San Salvatore Monferrato, † 1879)
- Paolo Griffini, generale e politico italiano (Lodi, n. 1811 - Roma, † 1878)
- Paolo Inzerilli, generale italiano (Milano, n. 1933 - Roma, † 2024)
- Paolo Moci, generale e aviatore italiano (Sanremo, n. 1911 - Roma, † 2002)
- Paolo Morrone, generale e politico italiano (Torre Annunziata, n. 1854 - Roma, † 1937)
- Paolo, generale romano (Ravenna, † 476)
- Paolo, generale e politico romano (probabilmente Gallia - Angers)
- Paolo Pronio, generale italiano (Introdacqua, n. 1784 - Napoli, † 1853)
- Paolo Puntoni, generale italiano (Pisa, n. 1889 - Roma, † 1967)
- Paolo Ruggiero, generale italiano (Napoli, n. 1957)
- Paolo Serra, generale italiano (Torino, n. 1956)
- Paolo Solaroli di Briona, generale, avventuriero e nobile italiano (Novara, n. 1796 - Briona, † 1878)
- Paolo Spingardi, generale, politico e dirigente sportivo italiano (Felizzano, n. 1845 - Spigno Monferrato, † 1918)
- Paolo Stiz, generale italiano (Urbino, n. 1891 - Conegliano, † 1959)
- Paolo Supino, generale italiano (Pisa, n. 1893 - Roma, † 1973)
- Paolo Toldo, generale italiano (Cividale del Friuli, n. 1931 - Verona, † 2020)

## Geodeti(1)
- Paolo Pizzetti, geodeta, astronomo e geofisico italiano (n. 1860 - † 1918)

## Geografi(2)
- Paolo Migliorini, geografo italiano (Friburgo, n. 1936)
- Paolo Revelli Beaumont, geografo italiano (Torino, n. 1871 - Genova, † 1956)

## Geologi(4)
- Paolo Antonio Pirazzoli, geologo italiano (Venezia, n. 1939 - Parigi, † 2017)
- Paolo Principi, geologo e paleontologo italiano (Perugia, n. 1884 - Firenze, † 1963)
- Paolo Savi, geologo e ornitologo italiano (Pisa, n. 1798 - Pisa, † 1871)
- Paolo Vinassa de Regny, geologo e paleontologo italiano (Firenze, n. 1871 - Cavi di Lavagna, † 1957)

## Germanisti(1)
- Paolo Chiarini, germanista e traduttore italiano (Roma, n. 1931 - Roma, † 2012)

## Gesuiti(3)
- Paolo Miki, gesuita e santo giapponese (Osaka - Nagasaki, † 1597)
- Paolo Segneri, gesuita, scrittore e predicatore italiano (Nettuno, n. 1624 - Roma, † 1694)
- Paolo Valori, gesuita e teologo italiano (Bologna, n. 1919 - Roma, † 2003)

## Ginnasti(3)
- Paolo Ottavi, ex ginnasta italiano (Fermo, n. 1986)
- Paolo Principi, ginnasta italiano (Macerata, n. 1989)
- Paolo Salvi, ginnasta italiano (Brescia, n. 1891 - Campo di concentramento di Mauthausen, † 1945)

## Giocatori di baseball(1)
- Paolo Ceccaroli, ex giocatore di baseball e allenatore di baseball italiano (Rimini, n. 1962)

## Giocatori di beach volley(1)
- Paolo Nicolai, ex giocatore di beach volley italiano (Ortona, n. 1988)

## Giocatori di biliardo(2)
- Paolo Diomajuta, giocatore di biliardo italiano (Aversa, n. 1946)
- Paolo Marcolin, giocatore di biliardo italiano (Somma Lombardo, n. 1976)

## Giocatori di calcio a 5(3)
- Paolo Cesaroni, giocatore di calcio a 5 italiano (Pescara, n. 1991)
- Paolo Mingatti, giocatore di calcio a 5 e ex calciatore italiano (Padova, n. 1970)
- Paolo Rotondo, giocatore di calcio a 5 italiano (Conversano, n. 1983)

## Giocatori di curling(2)
- Paolo Constantini, ex giocatore di curling italiano (San Candido, n. 1967)
- Paolo Da Ros, ex giocatore di curling italiano (Belluno, n. 1937)

## Giocatori di football americano(2)
- Paolo Fantazzini, giocatore di football americano italiano (Bologna, n. 1959 - Bologna, † 2010)
- Paolo Leopizzi, ex giocatore di football americano, allenatore di football americano e giornalista italiano (Vigevano, n. 1956)

## Giuristi(21)
- Paolo Alvazzi del Frate, giurista italiano (Torino, n. 1959)
- Paolo Barile, giurista, politico e avvocato italiano (Bologna, n. 1917 - Firenze, † 2000)
- Paolo Belloni, giurista e politico italiano (Valenza, n. 1573 - Milano, † 1625)
- Paolo Emilio Bensa, giurista e politico italiano (Genova, n. 1858 - Genova, † 1928)
- Paolo Benvenuti, giurista e filosofo italiano (Pisa, n. 1947)
- Paolo Cendon, giurista, scrittore e saggista italiano (Venezia, n. 1940)
- Paolo Clarotti, giurista italiano (Roma, n. 1933 - Bruxelles, † 2023)
- Paolo Fabio Massimo, giurista, scrittore e politico romano († 14)
- Paolo Frezza, giurista italiano (Roccasecca, n. 1906 - Firenze, † 1996)
- Paolo Gallo, giurista italiano (Torino, n. 1962)
- Paolo Greco, giurista italiano (Napoli, n. 1889 - Torino, † 1974)
- Paolo Grossi, giurista e storico italiano (Firenze, n. 1933 - Firenze, † 2022)
- Paolo Emilio Imbriani, giurista, politico e poeta italiano (Napoli, n. 1808 - Napoli, † 1877)
- Paolo Liazari, giurista italiano (Bologna - † 1356)
- Paolo Maddalena, giurista e magistrato italiano (Napoli, n. 1936)
- Paolo Maria Napolitano, giurista e magistrato italiano (Roma, n. 1944 - Roma, † 2016)
- Paolo Rossi, giurista e politico italiano (Bordighera, n. 1900 - Lucca, † 1985)
- Paolo Sessa, giurista italiano (Milano - Milano)
- Paolo Antonio Soderini, giurista e ambasciatore italiano (Firenze, n. 1448 - Roma, † 1499)
- Paolo de Lalla, giurista, filosofo e musicologo italiano (Trieste, n. 1940 - Napoli, † 2019)
- Paolo di Castro, giurista italiano (Castro, n. 1360 - Siena, † 1441)

## Glottologi(1)
- Paolo Ramat, glottologo italiano (Firenze, n. 1936)

## Hockeisti su ghiaccio(6)
- Paolo Bernardi, hockeista su ghiaccio italiano (Cortina d'Ampezzo, n. 1944 - † 2015)
- Paolo Bustreo, ex hockeista su ghiaccio italiano (Feltre, n. 1983)
- Paolo Casciaro, ex hockeista su ghiaccio italiano (Bolzano, n. 1966)
- Paolo De Biasio, ex hockeista su ghiaccio italiano (Alleghe, n. 1960)
- Paolo Duca, ex hockeista su ghiaccio e dirigente sportivo svizzero (Locarno, n. 1981)
- Paolo Lasca, ex hockeista su ghiaccio italiano (Merano, n. 1964)

## Illustratori(2)
- Paolo Barbieri, illustratore italiano (Mantova, n. 1971)
- Paolo Rui, illustratore italiano (Milano, n. 1962)

## Imprenditori(23)
- Paolo Asti, imprenditore italiano (La Spezia, n. 1964)
- Paolo Barilla, imprenditore e ex pilota automobilistico italiano (Milano, n. 1961)
- Paolo Basilico, imprenditore italiano (Napoli, n. 1959)
- Paolo Berlusconi, imprenditore, editore e dirigente sportivo italiano (Milano, n. 1949)
- Paolo Castelnuovo, imprenditore italiano (Origgio, n. 1861 - Parabiago, † 1926)
- Paolo I Demidoff, imprenditore russo (San Pietroburgo, n. 1798 - Magonza, † 1840)
- Paolo Dequarti, imprenditore italiano (Pomaro Monferrato, n. 1906 - Torino, † 1982)
- Paolo Ficalora, imprenditore italiano (Castellammare del Golfo, n. 1933 - Castellammare del Golfo, † 1992)
- Paolo Galimberti, imprenditore e politico italiano (Giussano, n. 1968)
- Paolo Gucci, imprenditore e stilista italiano (Firenze, n. 1931 - Londra, † 1995)
- Paolo Mantovani, imprenditore e dirigente sportivo italiano (Roma, n. 1930 - Genova, † 1993)
- Paolo Marzari, imprenditore italiano (Schio, n. 1869 - Schio, † 1955)
- Paolo Marzotto, imprenditore italiano (Valdagno, n. 1930 - Vicenza, † 2020)
- Paolo Menafoglio, imprenditore e politico italiano (Modena, n. 1846 - Genova, † 1907)
- Paolo Orsi Mangelli, imprenditore italiano (Forlì, n. 1880 - Sanremo, † 1977)
- Paolo Oss Mazzurana, imprenditore e politico austro-ungarico (Trento, n. 1833 - Trento, † 1895)
- Paolo Casotti, imprenditore italiano (Mazzoleni - Bergamo, † 1528)
- Paolo Piadeni, imprenditore e politico italiano (Lecco, n. 1901 - Como, † 1996)
- Paolo Pininfarina, imprenditore italiano (Torino, n. 1958 - Torino, † 2024)
- Paolo Rocca, imprenditore italiano (Milano, n. 1952)
- Paolo Sinigaglia, imprenditore italiano (Cona, n. 1947 - Padova, † 2017)
- Paolo Soprani, imprenditore italiano (Recanati, n. 1844 - Castelfidardo, † 1918)
- Paolo Vitelli, imprenditore e politico italiano (Torino, n. 1947 - Ayas, † 2024)

## Impresari teatrali(1)
- Paolo Grassi, impresario teatrale, direttore teatrale e giornalista italiano (Milano, n. 1919 - Londra, † 1981)

## Incisori(3)
- Paolo Caronni, incisore italiano (Monza, n. 1779 - Milano, † 1842)
- Paolo Mercuri, incisore italiano (Roma, n. 1804 - Bucarest, † 1884)
- Paolo Toschi, incisore e architetto italiano (Parma, n. 1788 - Parma, † 1854)

## Informatici(2)
- Paolo Ferragina, informatico italiano (Catanzaro, n. 1969)
- Paolo Zanella, informatico italiano (Reggio nell'Emilia, n. 1933)

## Ingegneri(11)
- Paolo Cantarella, ingegnere e dirigente d'azienda italiano (Varallo Sesia, n. 1944)
- Paolo Ercoli, ingegnere e informatico italiano (Roma, n. 1925 - Roma, † 1996)
- Paolo Graziani, ingegnere e dirigente sportivo italiano (Bologna, n. 1882 - Bologna, † 1960)
- Paolo Kind, ingegnere, saltatore con gli sci e dirigente sportivo italiano (n. 1880 - † 1952)
- Paolo Lugli, ingegnere italiano (Carpi, n. 1956)
- Paolo Martinelli, ingegnere italiano (Modena, n. 1952)
- Paolo Martuscelli, ingegnere e politico italiano (Napoli, n. 1925 - Napoli, † 1999)
- Paolo Orlando, ingegnere e politico italiano (Genova, n. 1858 - Roma, † 1943)
- Paolo Perilli, ingegnere e architetto italiano (Roma, n. 1904 - Roma, † 1982)
- Paolo Stanzani, ingegnere italiano (Bologna, n. 1936 - Bologna, † 2017)
- Paolo da Ponte, ingegnere italiano (Vicenza)

## Insegnanti(2)
- Paolo Ferretti, insegnante italiano (Subiaco, n. 1866 - Bologna, † 1938)
- Paolo Toni, insegnante italiano (Agliana, n. 1948)

## Judoka(2)
- Paolo Bianchessi, judoka italiano (Osio Sotto, n. 1981)
- Paolo Persoglia, judoka sammarinese (n. 1994)

## Latinisti(2)
- Paolo Chiesa, latinista e medievista italiano (Milano, n. 1956)
- Paolo Fedeli, latinista e filologo classico italiano (Falconara Marittima, n. 1939)

## Letterati(5)
- Paolo Arcari, letterato italiano (Fourneaux, n. 1879 - Roma, † 1955)
- Paolo Del Rosso, letterato e traduttore italiano (Firenze, n. 1505 - Firenze, † 1569)
- Paolo Minucci, letterato e poeta italiano (Firenze, n. 1606 - Radda, † 1695)
- Paolo da Perugia, letterato italiano (Perugia - Napoli, † 1348)
- Paolo Regio, letterato e vescovo cattolico italiano (Napoli, n. 1541 - Vico Equense, † 1607)

## Linguisti(2)
- Paolo Balboni, linguista italiano (Sestola, n. 1948)
- Paolo D'Achille, linguista italiano (Roma, n. 1955)

## Liutai(2)
- Paolo De Barbieri, liutaio italiano (Genova, n. 1889 - Genova, † 1962)
- Paolo Antonio Testore, liutaio italiano (Milano, n. 1690 - Milano, † 1767)

## Logici(1)
- Paolo Casalegno, logico e filosofo italiano (Torino, n. 1952 - † 2009)

## Lottatori(1)
- Paolo Fucile, ex lottatore italiano (Catania, n. 1981)

## Mafiosi(5)
- Frankie Carbo, mafioso statunitense (New York, n. 1904 - Miami Beach, † 1976)
- Paolo De Stefano, mafioso italiano (Reggio Calabria, n. 1943 - Reggio Calabria, † 1985)
- Paolo Di Lauro, mafioso italiano (Napoli, n. 1953)
- Paolo Serraino, mafioso italiano (Cardeto, n. 1942 - † 2011)
- Paolo Violi, mafioso italiano (Sinopoli, n. 1931 - Montréal, † 1978)

## Magistrati(5)
- Paolo Borsellino, magistrato italiano (Palermo, n. 1940 - Palermo, † 1992)
- Lorenzo Ceppi, magistrato, funzionario e politico italiano (Torino, n. 1802 - Torino, † 1872)
- Paolo Clementini, magistrato e politico italiano (Rovigo, n. 1847 - Venezia, † 1903)
- Paolo Mazzella, magistrato e politico italiano (Vitulano, n. 1844 - Firenze, † 1917)
- Paolo Onorato Vigliani, magistrato e politico italiano (Pomaro Monferrato, n. 1814 - Firenze, † 1900)

## Maratoneti(1)
- Paolo Accaputo, ex maratoneta italiano (n. 1944)

## Matematici(14)
- Paolo Casati, matematico, astronomo e teologo italiano (Piacenza, n. 1617 - Parma, † 1707)
- Paolo dell'Abbaco, matematico, astronomo e poeta italiano (Prato, n. 1282 - Firenze, † 1374)
- Paolo Dore, matematico e geodeta italiano (Firenze, n. 1892 - Bologna, † 1969)
- Paolo Frisi, matematico, astronomo e presbitero italiano (Melegnano, n. 1728 - Milano, † 1784)
- Paolo Gazzaniga, matematico italiano (Soresina, n. 1853 - Venezia, † 1930)
- Paolo Gorini, matematico e scienziato italiano (Pavia, n. 1813 - Lodi, † 1881)
- Paolo Guldino, matematico e astronomo svizzero (Mels, n. 1577 - Graz, † 1643)
- Paolo Marcellini, matematico italiano (Fabriano, n. 1947)
- Paolo Medolaghi, matematico e politico italiano (Firenze, n. 1873 - Roma, † 1950)
- Paolo Ruffini, matematico e medico italiano (Valentano, n. 1765 - Modena, † 1822)
- Paolo Ruggeri, matematico e religioso italiano
- Paolo Straneo, matematico e fisico italiano (Alessandria, n. 1874 - Genova, † 1968)
- Paolo dal Pozzo Toscanelli, matematico, astronomo e cartografo italiano (Firenze, n. 1397 - Pisa, † 1482)
- Paolo Zellini, matematico e saggista italiano (Trieste, n. 1946)

## Medici(13)
- Paolo Assalini, medico italiano (Reggio nell'Emilia, n. 1759 - Capodimonte, † 1846)
- Paolo Cornaglia Ferraris, medico, giornalista e saggista italiano (Cagliari, n. 1952)
- Paolo Fabrizi, medico e patriota italiano (Modena, n. 1805 - Nizza, † 1859)
- Paolo Gaifami, medico italiano (Como, n. 1883 - Roma, † 1944)
- Paolo Giaccone, medico italiano (Palermo, n. 1929 - Palermo, † 1982)
- Paolo Marzolo, medico e linguista italiano (Padova, n. 1811 - Pisa, † 1868)
- Paolo Maspero, medico e letterato italiano (Morosolo, n. 1811 - Milano, † 1896)
- Paolo Mini, medico e scrittore italiano (Firenze, n. 1526 - † 1599)
- Paolo di Middelburg, medico e vescovo cattolico belga (Middelburgo, n. 1445 - Roma, † 1534)
- Paolo di Egina, medico bizantino (Egina)
- Paolo Siani, medico e politico italiano (Napoli, n. 1955)
- Paolo Zacchia, medico italiano (Roma, n. 1584 - Roma, † 1659)
- Paolo Zamboni, medico italiano (Ferrara, n. 1957)

## Mercanti(2)
- Paolo da Certaldo, mercante e scrittore italiano (n. 1315)
- Paolo Spada, mercante italiano (Brisighella, n. 1541 - Faenza, † 1631)

## Meteorologi(3)
- Paolo Capizzi, meteorologo italiano (n. 1964)
- Paolo Corazzon, meteorologo e personaggio televisivo italiano (Milano, n. 1969)
- Paolo Sottocorona, meteorologo e conduttore televisivo italiano (Firenze, n. 1947)

## Mezzofondisti(1)
- Paolo Agostini, ex mezzofondista e fondista di corsa in montagna italiano (Breno, n. 1965)

## Militari(29)
- Paolo Avitabile, militare italiano (Agerola, n. 1791 - Agerola, † 1850)
- Paolo Giuseppe Avogadro di Casanova, militare italiano (Vercelli, n. 1700 - Torino, † 1770)
- Paolo Ballada di Saint Robert, militare, alpinista e entomologo italiano (Verzuolo, n. 1815 - Torino, † 1888)
- Paolo Boccella, militare e aviatore italiano (Camaiore, n. 1915 - Aloza, † 1938)
- Paolo Boetti, militare italiano (Finale Emilia, n. 1901 - Ravenna, † 1965)
- Paolo Caccia Dominioni, militare, partigiano e ingegnere italiano (Nerviano, n. 1896 - Roma, † 1992)
- Paolo Capasso, militare italiano (Agerola, n. 1891 - Monte San Michele, † 1916)
- Paolo D'Oncieu de la Bâtie, militare e politico italiano (Rivoli, n. 1829 - Torino, † 1918)
- Paolo Damiani, militare e aviatore italiano (Cantù, n. 1917 - Capoterra, † 1943)
- Paolo Ferrario, militare italiano (Vanzago, n. 1883 - Forte Campomolon, † 1916)
- Paolo Emilio Gonzaga, militare italiano (Susano, † 1619)
- Paolo Lugano, militare italiano (Asti, n. 1912 - Amba Tigris, † 1937)
- Paolo Melodia, militare italiano (Napoli, n. 1899 - Roma, † 1983)
- Paolo Orengo, militare e politico italiano (Ventimiglia, n. 1828 - Ventimiglia, † 1921)
- Paolo Giordano I Orsini, militare e nobile italiano (Bracciano, n. 1541 - Salò, † 1585)
- Paolo Lorenzo Paladini, militare italiano (Apuania, n. 1894 - Muniesa, † 1938)
- Paolo Peli, militare italiano (Polaveno, n. 1895 - Podlabuk, † 1917)
- Paolo Pisano, militare italiano (Ilbono, n. 1963)
- Paolo Poduje, militare e partigiano italiano (Lubiana, n. 1915 - Milano, † 1999)
- Paolo Racagni, militare italiano (Parma, n. 1888 - Corno di Rosazzo, † 1917)
- Paolo Ruffo di Bagnara, militare e diplomatico italiano (Richmond, n. 1791 - Napoli, † 1865)
- Paolo Sacchi, militare italiano (Voghera, n. 1807 - Torino, † 1884)
- Paolo di Sangro, militare italiano (Napoli, n. 1820 - Gaeta, † 1861)
- Paolo Sessa, ufficiale italiano (Milano - Milano)
- Paolo Signorini, militare italiano (Casale Monferrato, n. 1896 - Šebekino, † 1943)
- Paolo Solaroli di Briona, militare italiano (Torino, n. 1874 - Sciara Zauia, † 1911)
- Paolo Tolosetto Farinati degli Uberti, militare italiano (Verona, n. 1876 - Mare Adriatico, † 1916)
- Paolo Camillo Trivulzio, I duca di Boiano, militare e nobile italiano (Milano - Aversa, † 1528)
- Paolo Vannucci, militare italiano (Martinez, n. 1917 - Gruda, † 1943)

## Monaci cristiani(4)
- Paolo di Tebe, monaco cristiano e santo egiziano (Egitto - Tebaide)
- Paolo di Tammah, monaco cristiano e santo egiziano († 415)
- Paolo Diacono, monaco cristiano, storico e poeta longobardo (Cividale del Friuli - Montecassino, † 799)
- Paolo Suriani, monaco cristiano e medico italiano (n. 1468 - † 1522)

## Montatori(1)
- Paolo Cottignola, montatore italiano (Ravenna, n. 1960)

## Mountain biker(1)
- Paolo Patrizi, mountain biker italiano (Saronno, n. 1989)

## Multiplisti(2)
- Paolo Casarsa, ex multiplista italiano (Udine, n. 1975)
- Paolo Mottadelli, multiplista italiano (Giussano, n. 1979)

## Musicisti(9)
- Paolo Animuccia, musicista e compositore italiano (Firenze - † 1569)
- Paolo Bonfanti, musicista, cantante e produttore discografico italiano (Genova, n. 1960)
- Paolo Filippo Bragaglia, musicista e compositore italiano (Recanati, n. 1965)
- Paolo Buonvino, musicista e compositore italiano (Scordia, n. 1968)
- Paul Chain, musicista e produttore discografico italiano (Pesaro, n. 1962)
- Paolo Chimeri, musicista, pianista e compositore italiano (Lonato, n. 1852 - Brescia, † 1934)
- Paolo Gatti, musicista italiano (Roma, n. 1955)
- Paolo Jannacci, musicista, compositore e arrangiatore italiano (Milano, n. 1972)
- Paolo Morelli, musicista e cantautore italiano (Napoli, n. 1947 - Roma, † 2013)

## Musicologi(6)
- Paolo Emilio Carapezza, musicologo italiano (Roma, n. 1937)
- Paolo Cattaneo, musicologo e musicista italiano (Tradate, n. 1953)
- Paolo Fabbri, musicologo italiano (Ravenna, n. 1948)
- Paolo Gallarati, musicologo e critico musicale italiano (Torino, n. 1949)
- Paolo Prato, musicologo e saggista italiano
- Paolo Saturno, musicologo e religioso italiano (Angri, n. 1944)

## Naturalisti(2)
- Paolo Lioy, naturalista, patriota e politico italiano (Vicenza, n. 1834 - Vancimuglio di Grumolo delle Abbadesse, † 1911)
- Paolo Magretti, naturalista, entomologo e esploratore italiano (Milano, n. 1854 - Paderno Dugnano, † 1913)

## Nobili(25)
- Paolo Arconati Visconti, nobile e politico italiano (Milano, n. 1754 - Bruxelles, † 1821)
- Paolo Borghese, nobile, gastronomo e scrittore italiano (Roma, n. 1844 - Venezia, † 1920)
- Paolo Cicala, nobile e politico italiano († 1231)
- Paolo III Antonio Esterházy di Galantha, nobile, politico e diplomatico ungherese (Vienna, n. 1786 - Ratisbona, † 1866)
- Paolo II Antonio Esterházy, nobile, militare e diplomatico (Eisenstadt, n. 1711 - Vienna, † 1762)
- Paolo I Esterházy, nobile, militare e compositore ungherese (Eisenstadt, n. 1635 - Eisenstadt, † 1713)
- Paolo V Esterházy, nobile (Eisenstadt, n. 1901 - Zurigo, † 1989)
- Paolo Malatesta, nobile italiano (Verucchio - Rimini)
- Paolo Mancini, nobile e militare italiano (Roma, n. 1580 - Roma, † 1635)
- Paolo Camillo Marliani, nobile italiano († 1617)
- Paolo Mattei, nobile, presbitero e funzionario italiano (Roma, n. 1591 - Giove, † 1638)
- Paolo Mazzetti di Saluggia, nobile italiano (Torino, n. 1770 - Torino, † 1830)
- Paolo Orsini, nobile e condottiero italiano (n. 1369 - Colfiorito, † 1416)
- Paolo I Šubić, nobile croato († 1312)
- Paolo Geregye, nobile ungherese
- Paolo Porporato di Sampeyre, nobile italiano (Piasco, n. 1727 - Torino, † 1799)
- Paolo di Sangro, nobile e condottiero italiano († 1455)
- Paolo Savelli, nobile e condottiero italiano (Roma, n. 1350 - Padova, † 1405)
- Paolo I Sforza, marchese di Proceno, nobile e militare italiano (Santa Fiora, n. 1535 - Roma, † 1597)
- Paolo Sforza, marchese di Proceno, nobile e militare italiano (Proceno, n. 1602 - Proceno, † 1669)
- Paolo della Silva y Rido, nobile, politico e giurista italiano (Crevola, n. 1691 - Milano, † 1789)
- Paolo Spinola Doria, nobile e politico italiano (Milano, n. 1628 - Madrid, † 1699)
- Paolo Antonio Trotti, nobile e diplomatico italiano (Ferrara - Ferrara, † 1487)
- Paolo Vagliasindi, nobile, politico e giornalista italiano (Randazzo, n. 1858 - Catania, † 1905)
- Paolo della Scala, nobile italiano († 1441)

## Notai(1)
- Paolo de Bernardo, notaio, umanista e diplomatico italiano (Venezia - Venezia, † 1393)

## Nuotatori(10)
- Paolo Barelli, ex nuotatore, dirigente sportivo e politico italiano (Roma, n. 1954)
- Paolo Bossini, ex nuotatore italiano (Brescia, n. 1985)
- Paolo Bussetti, nuotatore italiano
- Paolo Conte Bonin, nuotatore italiano (Thiene, n. 2002)
- Paolo Costoli, nuotatore e pallanuotista italiano (Firenze, n. 1910 - Brema, † 1966)
- Paolo Facchinelli, nuotatore italiano (Asola, n. 1987)
- Paolo Galletti, nuotatore e pittore italiano (Firenze, n. 1937 - Tavarnelle Val di Pesa, † 2015)
- Paul Radmilovic, nuotatore e pallanuotista britannico (Cardiff, n. 1886 - Weston-super-Mare, † 1968)
- Paolo Revelli, ex nuotatore italiano (Roma, n. 1959)
- Paolo Sinigaglia, ex nuotatore italiano

## Oboisti(2)
- Paolo Blundo Canto, oboista e compositore italiano (Torino, n. 1979)
- Paolo Di Cioccio, oboista e compositore italiano (Roma, n. 1963 - Roma, † 2024)

## Oculisti(1)
- Paolo Nucci, oculista italiano (Cosenza, n. 1960)

## Oncologi(1)
- Paolo Antonio Ascierto, oncologo italiano (Solopaca, n. 1964)

## Operai(1)
- Paolo Conca, operaio, politico e antifascista italiano (San Bonifacio, n. 1888 - San Bonifacio, † 1968)

## Orafi(1)
- Paolo Laurentini, orafo italiano

## Orientalisti(3)
- Paolo Branca, orientalista, islamista e arabista italiano (Milano, n. 1957)
- Paolo Marrassini, orientalista italiano (Firenze, n. 1942 - Firenze, † 2013)
- Paolo Minganti, orientalista, arabista e islamista italiano (Roma, n. 1925 - Roma, † 1978)

## Ostacolisti(3)
- Paolo Bellino, ex ostacolista e dirigente sportivo italiano (Rivoli, n. 1969)
- Paolo Dal Molin, ostacolista italiano (Yaoundé, n. 1987)
- Paolo Zamboni, ostacolista italiano (Bologna, n. 1939 - Berra, † 1969)

## Ottici(1)
- Paolo Belletti, ottico italiano

## Pallamanisti(1)
- Paolo Montesano, ex pallamanista italiano (Busto Arsizio, n. 1991)

## Pallanuotisti(6)
- Paolo Caldarella, pallanuotista italiano (Milano, n. 1964 - Siracusa, † 1993)
- Paolo De Crescenzo, pallanuotista e allenatore di pallanuoto italiano (Napoli, n. 1950 - Giugliano in Campania, † 2017)
- Paolo Oliva, pallanuotista italiano (Genova, n. 1990)
- Paolo Petronelli, ex pallanuotista italiano (Albisola Superiore, n. 1969)
- Paolo Pucci, ex pallanuotista e nuotatore italiano (Roma, n. 1935)
- Paolo Ragosa, ex pallanuotista e allenatore di pallanuoto italiano (Genova, n. 1954)

## Pallavolisti(12)
- Paolo Alborghetti, pallavolista italiano (Bergamo, n. 1987)
- Paolo Bartek, ex pallavolista italiano (Cuneo, n. 1974)
- Paolo Borghi, pallavolista e dirigente sportivo italiano (Ravenna, n. 1929 - Ravenna, † 2016)
- Paolo Cipollari, ex pallavolista italiano (Velletri, n. 1974)
- Paolo Cozzi, ex pallavolista italiano (Milano, n. 1980)
- Paolo Ingrosso, pallavolista e giocatore di beach volley italiano (Fortaleza, n. 1988)
- Paolo Merlo, ex pallavolista italiano (Besana in Brianza, n. 1965)
- Paolo Montagnani, ex pallavolista e allenatore di pallavolo italiano (Livorno, n. 1968)
- Paolo Porro, pallavolista italiano (Genova, n. 2001)
- Paolo Tofoli, ex pallavolista e allenatore di pallavolo italiano (Fermo, n. 1966)
- Paolo Torre, ex pallavolista italiano (Pietrasanta, n. 1976)
- Paolo Vecchi, ex pallavolista italiano (Parma, n. 1959)

## Papi(6)
- Papa Paolo I, papa, vescovo e cardinale italiano (Roma, n. 700 - Roma, † 767)
- Papa Paolo II, papa, vescovo cattolico e cardinale italiano (Venezia, n. 1417 - Roma, † 1471)
- Papa Paolo III, papa, vescovo cattolico e cardinale italiano (Canino, n. 1468 - Roma, † 1549)
- Papa Paolo IV, papa, vescovo cattolico e cardinale italiano (Capriglia, n. 1476 - Roma, † 1559)
- Papa Paolo V, papa, vescovo cattolico e cardinale italiano (Roma, n. 1552 - Roma, † 1621)
- Papa Paolo VI, papa, cardinale e arcivescovo cattolico italiano (Concesio, n. 1897 - Castel Gandolfo, † 1978)

## Parolieri(2)
- Amerigo Paolo Cassella, paroliere italiano
- Paolo Limiti, paroliere, conduttore televisivo e autore televisivo italiano (Milano, n. 1940 - Milano, † 2017)

## Partigiani(8)
- Paolo Braccini, partigiano e antifascista italiano (Canepina, n. 1907 - Torino, † 1944)
- Paolo Davoli, partigiano, attivista e antifascista italiano (Reggio nell'Emilia, n. 1900 - Cadelbosco di Sopra, † 1945)
- Paolo Fabbri, partigiano, sindacalista e antifascista italiano (Conselice, n. 1889 - Gaggio Montano, † 1945)
- Paolo Farinetti, partigiano, imprenditore e politico italiano (Barbaresco, n. 1922 - Alba, † 2009)
- Paolo Finardi, partigiano italiano (Castel Rozzone, n. 1928 - Brno, † 2014)
- Paolo Gobetti, partigiano, critico cinematografico e regista italiano (Torino, n. 1925 - Torino, † 1995)
- Paolo Schiavetti Arcangeli, partigiano italiano (Spoleto, n. 1924 - Castelluccio di Norcia, † 1944)
- Paolo Spriano, partigiano, storico e saggista italiano (Torino, n. 1925 - Roma, † 1988)

## Pastori protestanti(1)
- Paolo Geymonat, pastore protestante italiano (Villar Pellice, n. 1827 - Firenze, † 1907)

## Patriarchi cattolici(2)
- Paolo Angelo Ballerini, patriarca cattolico italiano (Milano, n. 1814 - Seregno, † 1897)
- Paolo di Tebe, patriarca cattolico italiano († 1370)

## Patrioti(4)
- Paolo Anfossi, patriota italiano (Taggia, n. 1802 - Taggia, † 1844)
- Paolo Bovi Campeggi, patriota italiano (Bologna, n. 1814 - Bologna, † 1874)
- Paolo Emilio Evangelisti, patriota italiano (Genova, n. 1840 - Roma, † 1897)
- Paolo Narducci, patriota italiano (Roma, n. 1829 - Roma, † 1849)

## Pattinatori artistici su ghiaccio(1)
- Paolo Bacchini, pattinatore artistico su ghiaccio italiano (Milano, n. 1985)

## Pediatri(1)
- Paolo Bagellardo, pediatra italiano (Fiume Veneto - Padova)

## Percussionisti(1)
- Paolo Caruso, percussionista italiano (Palermo, n. 1956)

## Personaggi televisivi(1)
- Solange, personaggio televisivo italiano (Collesalvetti, n. 1952 - Collesalvetti, † 2021)

## Pesisti(1)
- Paolo Capponi, pesista italiano (Ascoli Piceno, n. 1976)

## Pianisti(10)
- Paolo Bordoni, pianista italiano (Dalmine, n. 1942 - Milano, † 2022)
- Paolo Carignani, pianista e direttore d'orchestra italiano (Milano, n. 1961)
- Paolo Denza, pianista, compositore e insegnante italiano (Napoli, n. 1893 - Napoli, † 1955)
- Paolo di Sabatino, pianista e compositore italiano (Teramo, n. 1970)
- Paolo Marcarini, pianista e compositore italiano (Lodi, n. 1939)
- Paolo Marzocchi, pianista e compositore italiano (Pesaro, n. 1971)
- Paolo Negri, pianista italiano (Carignano, n. 1979)
- Paolo Ordanini, pianista, vibrafonista e sassofonista italiano (Milano, n. 1931 - Ispra, † 2023)
- Paolo Restani, pianista italiano (La Spezia, n. 1967)
- Paolo Spagnolo, pianista italiano (Napoli, n. 1930 - Napoli, † 2012)

## Piloti automobilistici(3)
- Paolo Bozzetto, pilota automobilistico italiano (Breganze, n. 1947)
- Paolo Diana, pilota automobilistico sammarinese (Rimini, n. 1976)
- Paolo Zuccarelli, pilota automobilistico e ingegnere italiano (Milano, n. 1886 - Marcilly-la-Campagne, † 1913)

## Piloti di rally(1)
- Paolo Andreucci, pilota di rally italiano (Castelnuovo di Garfagnana, n. 1965)

## Piloti motociclistici(8)
- Paolo Blora, pilota motociclistico italiano (Pavia, n. 1969)
- Paolo Campanelli, pilota motociclistico italiano (Mondolfo, n. 1931)
- Paolo Casoli, pilota motociclistico italiano (Castelnovo Monti, n. 1965)
- Paolo Gaspardone, pilota motociclistico italiano (Asti, n. 1984)
- Paolo Pileri, pilota motociclistico e dirigente sportivo italiano (Terni, n. 1944 - Terni, † 2007)
- Paolo Priori, pilota motociclistico italiano (Roma, n. 1955)
- Paolo Tessari, pilota motociclistico italiano (Giussano, n. 1973)
- Paolo Tordi, pilota motociclistico italiano (Cesena, n. 1948 - Mugello, † 1976)

## Piloti motonautici(1)
- Paolo Zantelli, pilota motonautico italiano (Colorno, n. 1965 - Milano, † 2013)

## Poeti(18)
- Paolo Belmesseri, poeta e medico italiano (Pontremoli)
- Paolo Emilio Boccabella, poeta italiano (Roma - Roma)
- Paolo Buzzi, poeta e scrittore italiano (Milano, n. 1874 - Milano, † 1956)
- Paolo Emilio Castagnola, poeta, storico della letteratura e critico letterario italiano (Roma, n. 1825 - Roma, † 1898)
- Paolo Corsini, poeta e letterato italiano (Castel Goffredo)
- Paolo Costa, poeta e filosofo italiano (Ravenna, n. 1771 - Bologna, † 1836)
- Paolo Febbraro, poeta e critico letterario italiano (Roma, n. 1965)
- Paolo Foglietta, poeta italiano (Genova, n. 1520 - † 1596)
- Paolo Fabrizio Iacuzzi, poeta, critico letterario e curatore editoriale italiano (Pistoia, n. 1961)
- Paolo Maura, poeta italiano (Mineo, n. 1638 - Mineo, † 1711)
- Paolo Mossa, poeta italiano (Bonorva, n. 1821 - Bonorva, † 1892)
- Paolo Paladini, poeta italiano (Lesina)
- Paolo Pansa, poeta, umanista e latinista italiano (Arquata Scrivia, n. 1485 - Genova, † 1558)
- Paolo Rolli, poeta, librettista e letterato italiano (Roma, n. 1687 - Todi, † 1765)
- Paolo Santarcangeli, poeta, scrittore e saggista italiano (Fiume, n. 1909 - Torino, † 1995)
- Paolo Silenziario, poeta bizantino (Costantinopoli, † 580)
- Paolo Zannella, poeta italiano (Fondi, n. 1923 - Roma, † 1999)
- Paolo Zazzaroni, poeta italiano (Verona - Verona)

## Polistrumentisti(2)
- Paolo Baltaro, polistrumentista, arrangiatore e produttore discografico italiano (Genova, n. 1967)
- Feiez, polistrumentista e fonico italiano (Crema, n. 1962 - Milano, † 1998)

## Politologi(1)
- Paolo Naso, politologo, giornalista e docente italiano (Palermo, n. 1957)

## Poliziotti(1)
- Paolo Bacci, poliziotto italiano (n. 1968)

## Preparatori atletici(1)
- Paolo Tassetto, preparatore atletico italiano (Oderzo, n. 1959)

## Presbiteri(19)
- Paolo Albera, presbitero e educatore italiano (None, n. 1845 - Torino, † 1921)
- Paolo Arnaboldi, presbitero e teologo italiano (Cernusco sul Naviglio, n. 1914 - Roma, † 1998)
- Paolo Benanti, presbitero e teologo italiano (Roma, n. 1973)
- Paolo Dall'Oglio, presbitero e attivista italiano (Roma, n. 1954 - † 2013)
- Paolo Farinella, presbitero, teologo e biblista italiano (Villalba, n. 1947)
- Paolo Gerolamo Franzoni, presbitero italiano (Genova, n. 1708 - Genova, † 1778)
- Paolo Gualdo, prete e letterato italiano (Vicenza, n. 1553 - Padova, † 1621)
- Paolo Manna, presbitero italiano (Avellino, n. 1872 - Napoli, † 1952)
- Paolo Moretti, presbitero italiano (n. 1759 - Stoccolma, † 1804)
- Jacopo Antonio Morigia, presbitero e religioso italiano (Milano, n. 1497 - Milano, † 1547)
- Paolo Orosio, presbitero e storico romano (Braga)
- Paolo della Croce, presbitero italiano (Ovada, n. 1694 - Roma, † 1775)
- Paolo Maria Parrino, presbitero, letterato e storico italiano (Palazzo Adriano, n. 1711 - Palermo, † 1765)
- Paolo Pellicano, presbitero e patriota italiano (Reggio Calabria, n. 1813 - Reggio Calabria, † 1886)
- Paolo Antonio Pesenti, presbitero italiano (Pescia, n. 1666 - Pescia, † 1728)
- Paolo Rotta, presbitero e storico italiano (Milano, n. 1832 - Milano, † 1911)
- Paolo Scquizzato, presbitero e scrittore italiano (Torino, n. 1970)
- Paolo Emilio Tulelli, presbitero, filosofo e educatore italiano (Zagarise, n. 1811 - Napoli, † 1884)
- Paolo Ubaldi, presbitero italiano (Parma, n. 1872 - Milano, † 1934)

## Principi(6)
- Paolo Altieri, VIII principe di Oriolo, principe italiano (Roma, n. 1849 - Roma, † 1901)
- Paolo di Grecia, principe greco (Acharnes, n. 1967)
- Paolo Federico di Württemberg, principe (San Pietroburgo, n. 1785 - Parigi, † 1852)
- Paolo Federico di Meclemburgo-Schwerin, principe tedesco (Ludwigslust, n. 1852 - Ludwigslust, † 1923)
- Paolo Savelli, I principe di Albano, principe italiano (Roma, n. 1571 - Roma, † 1632)
- Paolo Karađorđević, principe (San Pietroburgo, n. 1893 - Parigi, † 1976)

## Procuratori sportivi(2)
- Paolo Castellini, procuratore sportivo e ex calciatore italiano (Brescia, n. 1979)
- Paolo Alberto Faccini, procuratore sportivo e ex calciatore italiano (Verona, n. 1961)

## Produttori cinematografici(2)
- Paolo William Tamburella, produttore cinematografico, sceneggiatore e regista statunitense (Cleveland, n. 1910 - Roma, † 1951)
- Paolo Vasile, produttore cinematografico e imprenditore italiano (Roma, n. 1953)

## Produttori discografici(3)
- Paolo Dossena, produttore discografico e compositore italiano (Parma, n. 1942)
- Paolo Mantero, produttore discografico e regista italiano (Genova, n. 1975)
- Charlie Charles, produttore discografico e disc jockey italiano (Settimo Milanese, n. 1994)

## Produttori teatrali(2)
- Paolo Guerra, produttore teatrale e produttore cinematografico italiano (Modena, n. 1949 - Modena, † 2020)
- Paolo Scotti, produttore teatrale, direttore artistico e autore televisivo italiano (Rimini, n. 1955)

## Psichiatri(4)
- Paolo Amaldi, psichiatra italiano (Bozzolo, n. 1865 - Firenze, † 1956)
- Paolo Crepet, psichiatra e sociologo italiano (Torino, n. 1951)
- Paolo Funaioli, psichiatra italiano (Pomarance, n. 1848 - Pisa, † 1911)
- Paolo Pancheri, psichiatra italiano (Milano, n. 1938 - Roma, † 2007)

## Psicologi(2)
- Paolo Bozzi, psicologo, filosofo e musicista italiano (Gorizia, n. 1930 - Bolzano, † 2003)
- Paolo Legrenzi, psicologo italiano (Venezia, n. 1942)

## Pubblicitari(1)
- Paolo Ettorre, pubblicitario italiano (Taranto, n. 1946 - Roma, † 2007)

## Pugili(5)
- Paolo Cottino, pugile italiano (Gressan, n. 1935 - Gressan, † 2016)
- Paolo Ferrara, ex pugile italiano (Palermo, n. 1970)
- Paolo Rosi, pugile italiano (Rieti, n. 1928 - Stamford, † 2004)
- Paolo Vacca, ex pugile e allenatore di pugilato italiano (Cagliari, n. 1940)
- Paolo Vidoz, ex pugile italiano (Gorizia, n. 1970)

## Rabbini(1)
- Paolo di Santa María, rabbino, teologo e vescovo cattolico spagnolo (Burgos - Burgos, † 1435)

## Rapper(1)
- Jap, rapper italiano (Napoli, n. 1977)

## Registi(31)
- Paolo Angelini, regista, sceneggiatore e produttore cinematografico italiano (Rimini, n. 1966)
- Paolo Barzman, regista e sceneggiatore canadese (n. 1957)
- Paolo Beldì, regista televisivo italiano (Novara, n. 1954 - Stresa, † 2021)
- Paolo Benvenuti, regista, sceneggiatore e produttore cinematografico italiano (Pisa, n. 1946)
- Paolo Bianchini, regista e sceneggiatore italiano (Roma, n. 1933)
- Paolo Bignamini, regista, drammaturgo e giornalista italiano (Legnano, n. 1976)
- Paolo Bologna, regista, sceneggiatore e scrittore italiano (Montefiascone, n. 1956)
- Paolo Bosisio, regista, attore e sceneggiatore italiano (Milano, n. 1949)
- Paolo Brunatto, regista italiano (Parigi, n. 1935 - Morolo, † 2010)
- Paolo Cavara, regista e sceneggiatore italiano (Bologna, n. 1926 - Roma, † 1982)
- Paolo Civati, regista, sceneggiatore e attore italiano (Como, n. 1977)
- Paolo Damosso, regista, sceneggiatore e scrittore italiano (Torino, n. 1964)
- Paolo Fondato, regista e sceneggiatore italiano (Roma, n. 1947)
- Paolo Franchi, regista e sceneggiatore italiano (Bergamo, n. 1969)
- Paolo Gaudio, regista, animatore e sceneggiatore italiano (Cosenza, n. 1981)
- Paolo Gazzara, regista italiano (Patti, n. 1938)
- Paolo Genovese, regista e sceneggiatore italiano (Roma, n. 1966)
- Paolo Grassini, regista e sceneggiatore italiano (Orvieto, n. 1954)
- Paolo Heusch, regista e sceneggiatore italiano (Roma, n. 1924 - Roma, † 1982)
- Paolo Magelli, regista italiano (Prato, n. 1947)
- Paolo Miccichè, regista italiano (Nettuno, n. 1960)
- Paolo Moffa, regista, sceneggiatore e produttore cinematografico italiano (Roma, n. 1915 - Nizza, † 2005)
- Paolo Nuzzi, regista e sceneggiatore italiano (Napoli, n. 1929 - Roma, † 2018)
- Paolo Poeti, regista e sceneggiatore italiano (Recanati, n. 1940)
- Paolo Quaregna, regista e sceneggiatore italiano (Torino, n. 1946)
- Paolo Sorrentino, regista, sceneggiatore e produttore cinematografico italiano (Napoli, n. 1970)
- Paolo e Vittorio Taviani, regista e sceneggiatore italiano (San Miniato, n. 1931 - Roma, † 2024)
- Paolo Trinchera, regista e produttore cinematografico italiano (Napoli, n. 1889 - Torino, † 1948)
- Paolo Uzzi, regista e sceneggiatore italiano (Taranto, n. 1972)
- Paolo Virzì, regista e sceneggiatore italiano (Livorno, n. 1964)
- Paolo Zucca, regista cinematografico e sceneggiatore italiano (Cagliari, n. 1972)

## Registi teatrali(2)
- Paolo Giuranna, regista teatrale, attore e scrittore italiano (Milano, n. 1935 - Roma, † 2020)
- Paolo Emilio Landi, regista teatrale e giornalista italiano (Roma, n. 1959)

## Religiosi(10)
- Paolo Abriani, religioso, poeta e traduttore italiano (Vicenza, n. 1607 - Venezia, † 1699)
- Paolo Aringhi, religioso italiano (Roma, n. 1600 - Roma, † 1676)
- Paolo Attavanti, religioso italiano (Firenze, n. 1445 - convento dell'Annunziata, † 1499)
- Paolo Cavalieri, religioso, teologo e compositore italiano (Bologna - Bologna, † 1614)
- Paolo Chong Hasang, religioso coreano (n. 1794 - † 1839)
- Paolo Maffei, religioso e umanista italiano (Verona, n. 1380 - † 1452)
- Paolo Moerich, religioso e scultore tedesco (Rimini, † 1475)
- Paolo Maria Paciaudi, religioso, archeologo e bibliotecario italiano (Torino, n. 1710 - Parma, † 1785)
- Paolo Principato, religioso, matematico e poeta italiano (Messina)
- Paolo Trinci, religioso italiano (Foligno, n. 1309 - Foligno, † 1391)

## Rugbisti a 15(10)
- Paolo Buso, rugbista a 15 italiano (Treviso, n. 1986)
- Paolo Garbisi, rugbista a 15 italiano (Venezia, n. 2000)
- Paolo Odogwu, rugbista a 15 italiano (Coventry, n. 1997)
- Paolo Paoletti, rugbista a 15, arbitro di rugby a 15 e attore teatrale italiano (Frascati, n. 1952 - Grottaferrata, † 2020)
- Paolo Pavesi, rugbista a 15 e allenatore di rugby a 15 italiano (Roccabianca, n. 1954 - Noceto, † 1995)
- Paolo Pescetto, rugbista a 15 italiano (Genova, n. 1995)
- Paolo Ricchebono, rugbista a 15, allenatore di rugby a 15 e dirigente sportivo italiano (Genova, n. 1965)
- Paolo Rosi, rugbista a 15, giornalista e telecronista sportivo italiano (Roma, n. 1924 - Roma, † 1997)
- Paolo Vaccari, ex rugbista a 15 e dirigente sportivo italiano (Calvisano, n. 1971)
- Paolo Vinci, rugbista a 15 italiano (New York, n. 1908)

## Saggisti(4)
- Paolo Del Debbio, saggista, giornalista e conduttore televisivo italiano (Lucca, n. 1958)
- Paolo Farneti, saggista italiano (Ferrara, n. 1936 - † 1980)
- Paolo Gulisano, saggista, scrittore e medico italiano (Milano, n. 1959)
- Paolo Persichetti, saggista, blogger e ex brigatista italiano (Roma, n. 1962)

## Sassofonisti(2)
- Paolo Parpaglione, sassofonista italiano (Torino, n. 1965)
- Paolo Tomelleri, sassofonista e clarinettista italiano (Vicenza, n. 1938)

## Scacchisti(2)
- Paolo Boi, scacchista italiano (Siracusa, n. 1528 - Napoli, † 1598)
- Paolo Musolino, scacchista italiano (Reggio Calabria, n. 1916 - Bianco, † 1988)

## Sceneggiatori(3)
- Paolo Costella, sceneggiatore e regista italiano (Genova, n. 1964)
- Paolo Pintacuda, sceneggiatore e scrittore italiano (Bagheria, n. 1974)
- Paolo Spinola, sceneggiatore, regista e imprenditore italiano (Torino, n. 1929 - Roma, † 2005)

## Scenografi(6)
- Paolo Biagetti, scenografo italiano (Fano, n. 1946 - Roma, † 2004)
- Paolo Bonfini, scenografo e designer italiano (Mentana, n. 1964)
- Paolo Bregni, scenografo e costumista italiano (Milano, n. 1937)
- Paolo Fantin, scenografo italiano (Castelfranco Veneto, n. 1981)
- Paolo Innocenzi, scenografo italiano
- Paolo Petti, scenografo e artista italiano (Ripalimosani, n. 1937 - † 2012)

## Schermidori(4)
- Paolo Azzi, ex schermidore e dirigente sportivo italiano (Lucca, n. 1959)
- Paolo Milanoli, ex schermidore italiano (Alessandria, n. 1969)
- Paolo Narduzzi, ex schermidore italiano (Venezia, n. 1932)
- Paolo Pizzo, schermidore italiano (Catania, n. 1983)

## Sciatori alpini(3)
- Paolo Garutti, ex sciatore alpino italiano (Torino, n. 1964)
- Paolo Lampredi, ex sciatore alpino italiano (n. 1976)
- Paolo Pangrazzi, ex sciatore alpino italiano (Tione di Trento, n. 1988)

## Scienziati(3)
- Paolo Del Buono, scienziato italiano (n. 1625 - † 1659)
- Paolo Antonio Foscarini, scienziato e religioso italiano (Montalto Uffugo - Montalto Uffugo, † 1616)
- Paolo Toth, scienziato e ingegnere italiano (Zara, n. 1941)

## Scrittori(48)
- Paolo Albani, scrittore italiano (Marina di Massa, n. 1946)
- Paolo Bacigalupi, scrittore statunitense (Paonia, n. 1972)
- Paolo Barozzi, scrittore e giornalista italiano (Venezia, n. 1935 - Milano, † 2018)
- Paolo Bellezza, scrittore e docente italiano (Milano, n. 1867 - Milano, † 1950)
- Paolo Bertolani, scrittore e poeta italiano (Lerici, n. 1931 - Arcola, † 2007)
- Paolo Bianchi, scrittore, giornalista e traduttore italiano (Biella, n. 1964)
- Paolo Cioni, scrittore e editore italiano (Loano, n. 1967)
- Paolo Cognetti, scrittore italiano (Milano, n. 1978)
- Paolo Colagrande, scrittore italiano (Piacenza, n. 1960)
- Paolo Cortesi, scrittore italiano (Roma, n. 1471 - † 1510)
- Paolo Crosa Lenz, scrittore e alpinista italiano (Ornavasso, n. 1956)
- Paolo Curtaz, scrittore e teologo italiano (Aosta, n. 1965)
- Paolo Di Orazio, scrittore, fumettista e batterista italiano (Roma, n. 1966)
- Paolo Di Paolo, scrittore italiano (Roma, n. 1983)
- Paolo Di Reda, scrittore italiano (Roma, n. 1959)
- Paolo Di Stefano, scrittore, giornalista e critico letterario italiano (Avola, n. 1956)
- Paolo Emiliani Giudici, scrittore, storico e critico letterario italiano (Mussomeli, n. 1812 - Tonbridge, † 1872)
- Paolo Filippi, scrittore italiano (Briga Marittima, n. 1575 - Torino, † 1610)
- Paolo Flores d'Arcais, scrittore e pubblicista italiano (Cervignano del Friuli, n. 1944)
- Paolo Giordano, scrittore italiano (Torino, n. 1982)
- Paolo Lanaro, scrittore italiano (Schio, n. 1948)
- Paolo Lanzotti, scrittore italiano (Venezia, n. 1952)
- Paolo Lorenzini, scrittore, poeta e traduttore italiano (Firenze, n. 1876 - Firenze, † 1958)
- Paolo Malaguti, scrittore italiano (Monselice, n. 1978)
- Paolo Marletta, scrittore e critico letterario italiano (Catania, n. 1914 - Roma, † 2010)
- Paolo Maurensig, scrittore italiano (Gorizia, n. 1943 - Udine, † 2021)
- Paolo Mazzarello, scrittore e museologo italiano (Mornese, n. 1955)
- Paolo Morelli, scrittore italiano (Roma, n. 1951)
- Paolo Nelli, scrittore italiano (n. 1968)
- Paolo Nori, scrittore, traduttore e blogger italiano (Parma, n. 1963)
- Paolo Orano, scrittore, politico e giornalista italiano (Roma, n. 1875 - Nocera Inferiore, † 1945)
- Paolo di Tarso, scrittore, teologo e santo romano (Tarso, n. 4 - Roma)
- Paolo Alvaro, scrittore e teologo spagnolo (Al Andalus)
- Paolo Patui, scrittore e drammaturgo italiano (Udine, n. 1957)
- Paolo Petroni, scrittore italiano (Firenze, n. 1942)
- Paolo Pinna Parpaglia, scrittore e avvocato italiano (Cagliari, n. 1974)
- Paolo Pino, scrittore e pittore italiano (Venezia)
- Paolo Prestigiacomo, scrittore e poeta italiano (San Mauro Castelverde, n. 1947 - Roma, † 1992)
- Paolo Regina, scrittore italiano (Milano, n. 1959)
- Paolo Roversi, scrittore, giornalista e sceneggiatore italiano (Suzzara, n. 1975)
- Paolo Ruffilli, scrittore, poeta e traduttore italiano (Rieti, n. 1949)
- Paolo Spoladore, scrittore italiano (Padova, n. 1960)
- Paolo Terni, scrittore, musicologo e conduttore radiofonico italiano (Alessandria d'Egitto, n. 1932 - Roma, † 2015)
- Paolo Toselli, scrittore e ufologo italiano (Acqui Terme, n. 1960)
- Paolo Valente, scrittore e giornalista italiano (Merano, n. 1966)
- Paolo Valesio, scrittore, saggista e critico letterario italiano (Bologna, n. 1939)
- Paolo Volponi, scrittore e poeta italiano (Urbino, n. 1924 - Ancona, † 1994)
- Paolo Zanotti, scrittore e saggista italiano (Novara, n. 1971 - Novara, † 2012)

## Scrittori di fantascienza(1)
- Paolo Aresi, autore di fantascienza e giornalista italiano (Bergamo, n. 1958)

## Scultori(16)
- Paolo Aleotti, scultore italiano (Barco, n. 1813 - Bologna, † 1881)
- Paolo Bartolini, scultore italiano (Roma, n. 1859 - Roma, † 1930)
- Paolo di Bonaiuto, scultore italiano (Venezia - Venezia, † 1402)
- Paolo Borghi, scultore italiano (Como, n. 1942)
- Paolo Callalo, scultore italiano (Venezia, n. 1655 - † 1725)
- Paolo Emilio Demi, scultore italiano (Livorno, n. 1798 - Livorno, † 1863)
- Paolo Groppelli, scultore italiano (Venezia, n. 1677 - Venezia, † 1751)
- Paolo Naldini, scultore italiano (Roma, n. 1616 - Roma, † 1691)
- Paolo Persico, scultore italiano (Sorrento, n. 1729 - Napoli, † 1796)
- Paolo Romano, scultore e orafo italiano (Sezze - † 1470)
- Paolo Savin, scultore italiano
- Paolo Spalla, scultore e orafo italiano (Valenza, n. 1935 - Valenza, † 2010)
- Paolo Todeschini, scultore, allenatore di calcio e calciatore italiano (Milano, n. 1920 - Milano, † 1993)
- Paolo Troubetzkoy, scultore e pittore italiano (Intra, n. 1866 - Pallanza, † 1938)
- Paolo Della Stella, scultore e architetto italiano (Melano, n. 1500 - Praga, † 1552)
- Paolo Saverio di Zinno, scultore italiano (Campobasso, n. 1718 - Campobasso, † 1781)

## Semiologi(2)
- Paolo Fabbri, semiologo italiano (Rimini, n. 1939 - Rimini, † 2020)
- Paolo Jachia, semiologo e musicologo italiano (Milano, n. 1958)

## Sindacalisti(4)
- Paolo Bongiorno, sindacalista e politico italiano (Cattolica Eraclea, n. 1922 - Lucca Sicula, † 1960)
- Paolo Mantica, sindacalista, avvocato e giornalista italiano (Reggio Calabria, n. 1878 - Roma, † 1935)
- Paolo Nerozzi, sindacalista e politico italiano (Bologna, n. 1949)
- Paolo Uggè, sindacalista e politico italiano (Milano, n. 1947)

## Sociologi(4)
- Paolo Jedlowski, sociologo italiano (Milano, n. 1952)
- Lama Dino Cian Ciub Ghialtzen, sociologo italiano (Vercelli, n. 1949)
- Paolo Mancini, sociologo italiano (Foligno, n. 1948)
- Paolo Montesperelli, sociologo italiano (Perugia, n. 1955)

## Sollevatori(1)
- Paolo Casadei, ex sollevatore sammarinese (n. 1966)

## Sovrani(6)
- Paolo Giordano II Orsini, sovrano italiano (Roma, n. 1591 - Bracciano, † 1656)
- Duca Paolo, sovrano visigoto (Toledo, † 673)
- Paolo di Grecia, sovrano greco (Atene, n. 1901 - Atene, † 1964)
- Paolo I di Russia, sovrano (San Pietroburgo, n. 1754 - San Pietroburgo, † 1801)
- Paolo Federico di Meclemburgo-Schwerin, sovrano tedesco (Ludwigslust, n. 1800 - Schwerin, † 1842)
- Augusto I di Oldenburg, sovrano tedesco (Rastede, n. 1783 - Oldenburg, † 1853)

## Storici(20)
- Paolo Alatri, storico e politico italiano (Roma, n. 1918 - Roma, † 1995)
- Paolo Bagnoli, storico e politico italiano (Colle di Val d'Elsa, n. 1947)
- Paolo Bernardini, storico italiano (Genova, n. 1963)
- Paolo Bonoli, storico e storiografo italiano (Forlì, n. 1630 - Forlì, † 1670)
- Paolo Calvi, storico italiano (Vicenza, n. 1716 - Borgo Valsugana, † 1781)
- Paolo Cammarosano, storico italiano (Forlì, n. 1943)
- Paolo Carucci, storico italiano (Caggiano, n. 1842 - Napoli, † 1925)
- Paolo Caucci von Saucken, storico e saggista italiano (Ascoli Piceno, n. 1941)
- Paolo Colombo, storico italiano (Milano, n. 1961)
- Paolo Golinelli, storico italiano (Mirandola, n. 1947)
- Paolo Macry, storico italiano (Sulmona, n. 1946)
- Paolo Marangon, storico e saggista italiano (Asiago, n. 1960)
- Paolo Morigia, storico italiano (Milano, n. 1525 - Milano, † 1604)
- Paolo Palma, storico, giornalista e politico italiano (Cosenza, n. 1952)
- Paolo Paruta, storico, politico e diplomatico italiano (Venezia, n. 1540 - Venezia, † 1598)
- Paolo Pezzino, storico italiano (Pescara, n. 1948)
- Paolo Pombeni, storico, politologo e editorialista italiano (Bolzano, n. 1948)
- Paolo Prodi, storico e politico italiano (Scandiano, n. 1932 - Bologna, † 2016)
- Paolo Simoncelli, storico italiano (Roma, n. 1950)
- Paolo Viola, storico italiano (Roma, n. 1948 - Palermo, † 2005)

## Storici dell'architettura(1)
- Paolo Nicoloso, storico dell'architettura italiano (Buja, n. 1957)

## Storici dell'arte(3)
- Paolo Coen, storico dell'arte e museologo italiano (Bienne, n. 1967)
- Paolo Cova, storico dell'arte italiano (Cittiglio, n. 1981)
- Paolo D'Ancona, storico dell'arte italiano (Pisa, n. 1878 - Milano, † 1964)

## Storici della filosofia(1)
- Paolo Ponzio, storico della filosofia italiano (Bari, n. 1966)

## Storici della scienza(1)
- Paolo Galluzzi, storico della scienza italiano (Firenze, n. 1942)

## Storici delle religioni(2)
- Paolo Scarpi, storico delle religioni italiano (Venezia, n. 1949)
- Paolo Taviani, storico delle religioni italiano (n. 1959)

## Tennisti(2)
- Paolo Bertolucci, ex tennista e commentatore televisivo italiano (Forte dei Marmi, n. 1951)
- Paolo Lorenzi, ex tennista italiano (Roma, n. 1981)

## Teologi(9)
- Paolo Barbo, teologo italiano (Soncino - Cremona)
- Paolo Canciani, teologo e giurista italiano (Udine, n. 1725 - Udine, † 1810)
- Paolo De Benedetti, teologo e biblista italiano (Asti, n. 1927 - Asti, † 2016)
- Paolo Pallia, teologo, politico e patriota italiano (Rivara, n. 1809 - Bex, † 1837)
- Paolo da Fucecchio, teologo italiano
- Paolo il Persiano, teologo, filosofo e scrittore siro
- Paolo Ricca, teologo e pastore protestante italiano (Torre Pellice, n. 1936 - Roma, † 2024)
- Paolo Sarpi, teologo, storico e scienziato italiano (Venezia, n. 1552 - Venezia, † 1623)
- Paolo Trianni, teologo e indologo italiano (Pisa, n. 1968)

## Terroristi(3)
- Paolo Bellini, terrorista e criminale italiano (Reggio Emilia, n. 1953)
- Paolo Broccatelli, terrorista italiano (Roma, n. 1968)
- Paolo Ceriani Sebregondi, terrorista italiano (n. 1947)

## Tipografi(2)
- Paolo Galeati, tipografo e editore italiano (Imola, n. 1830 - Imola, † 1903)
- Paolo Tartarino, tipografo italiano

## Tiratori a segno(1)
- Paolo Monna, tiratore a segno italiano (Fasano, n. 1998)

## Traduttori(1)
- Paolo Collo, traduttore italiano (Torino, n. 1950)

## Triplisti(1)
- Paolo Camossi, ex triplista, ex lunghista e allenatore di atletica leggera italiano (Gorizia, n. 1974)

## Trombettisti(1)
- Paolo Fresu, trombettista e compositore italiano (Berchidda, n. 1961)

## Trovatori(1)
- Paolo Lanfranchi da Pistoia, trovatore e poeta italiano (Pistoia)

## Ultramaratoneti(1)
- Paolo Panzeri, ultramaratoneta italiano (Pontida, n. 1965)

## Umanisti(5)
- Paolo Emili, umanista e storico italiano (Verona - Parigi, † 1529)
- Paolo La Badessa, umanista e traduttore italiano (Messina, n. 1520 - Messina, † 1578)
- Paolo Lazise, umanista e teologo italiano (Verona, n. 1508 - Strasburgo, † 1544)
- Paolo Marsi, umanista italiano (Pescina, n. 1440 - Roma, † 1484)
- Paolo Pompilio, umanista e grammatico italiano (Roma, n. 1455 - Roma, † 1491)

## Urbanisti(2)
- Paolo Berdini, urbanista e saggista italiano (Roma, n. 1948)
- Paolo Ceccarelli, urbanista italiano (Bari, n. 1934)

## Velisti(1)
- Paolo Viacava, velista italiano (Portofino, n. 1962)

## Velocisti(1)
- Paolo Catalano, ex velocista italiano (Tripoli, n. 1964)

## Vescovi(5)
- Paolo Aureliano, vescovo e santo gallese (Galles - † 573)
- Paolo di Samosata, vescovo e teologo siro (n. 200 - † 275)
- Paolo di Narbona, vescovo e santo francese
- Paolo I di Napoli, vescovo romano (Napoli - Napoli, † 223)
- Paolo Tagaris, vescovo bizantino

## Vescovi cattolici(29)
- Paolo Albera, vescovo cattolico italiano (Godiasco, n. 1871 - Vallelonga, † 1943)
- Paolo Arese, vescovo cattolico e letterato italiano (Cremona, n. 1574 - Tortona, † 1644)
- Paolo Bizzeti, vescovo cattolico italiano (Firenze, n. 1947)
- Paolo Borgasio, vescovo cattolico e giurista italiano (Feltre, n. 1466 - Venezia, † 1541)
- Paolo Brizio, vescovo cattolico e storico italiano (Bra, n. 1597 - Alba, † 1665)
- Paolo Cadamosto, vescovo cattolico italiano († 1386)
- Paolo Maurizio Caissotti, vescovo cattolico italiano (Torino, n. 1726 - Asti, † 1786)
- Paolo Gherardo de' Vasconi, vescovo cattolico italiano (Serina - † 1355)
- Paolo di Segni, vescovo cattolico e nobile italiano (Roma, † 1285)
- Paolo Galeazzi, vescovo cattolico italiano (San Gemini, n. 1885 - Marina di Grosseto, † 1971)
- Paolo Ghizzoni, vescovo cattolico italiano (Pianello Val Tidone, n. 1912 - Pisa, † 1986)
- Paolo Gillet, vescovo cattolico italiano (Roma, n. 1929)
- Paolo Giovio, vescovo cattolico, storico e medico italiano (Como, n. 1483 - Firenze, † 1552)
- Paolo Magnani, vescovo cattolico italiano (Pieve Porto Morone, n. 1926 - Treviso, † 2023)
- Paolo Martinelli, vescovo cattolico italiano (Milano, n. 1958)
- Paolo Mietto, vescovo cattolico italiano (Padova, n. 1934 - Quito, † 2020)
- Paolo Maria Mondìo, vescovo cattolico italiano (Messina, n. 1795 - Santa Lucia del Mela, † 1857)
- Paolo Naldini, vescovo cattolico italiano (Padova, n. 1632 - Capodistria, † 1713)
- Paolo Carlo Francesco Origo, vescovo cattolico italiano (Milano, n. 1840 - Mantova, † 1928)
- Paolo Rainaldi, vescovo cattolico italiano (Bazzano - L'Aquila, † 1377)
- Paolo Ricciardi, vescovo cattolico italiano (Roma, n. 1968)
- Paolo Vincenzo Roero, vescovo cattolico italiano († 1665)
- Paolo Rota, vescovo cattolico italiano (Casalsigone, n. 1886 - Fidenza, † 1960)
- Paolo Sadoleto, vescovo cattolico e umanista italiano (Modena, n. 1508 - Carpentras, † 1572)
- Paolo Schirò, vescovo cattolico italiano (Piana degli Albanesi, n. 1866 - Piana degli Albanesi, † 1941)
- Paolo Urso, vescovo cattolico italiano (Acireale, n. 1940)
- Paolo Vallaresso, vescovo cattolico italiano (Venezia, n. 1660 - Venezia, † 1723)
- Paolo Zane, vescovo cattolico italiano (Venezia, n. 1460 - Brescia, † 1531)
- Paolo de Gratiis, vescovo cattolico italiano (Stagno, † 1652)

## Vescovi cristiani orientali(1)
- Paolo, vescovo cristiano orientale siro

## Vescovi luterani(1)
- Paolo Juusten, vescovo luterano finlandese (Vyborg - Turku, † 1575)

## Vetrai(1)
- Paolo Venini, vetraio, designer e imprenditore italiano (Cusano Milanino, n. 1895 - Venezia, † 1959)

## Viaggiatori(1)
- Paolo Andreani, viaggiatore e nobile italiano (Milano, n. 1763 - Nizza, † 1823)

## Violinisti(4)
- Paolo Tommaso Alberghi, violinista e compositore italiano (Faenza, n. 1716 - Faenza, † 1785)
- Paolo Borciani, violinista italiano (Reggio nell'Emilia, n. 1922 - Milano, † 1985)
- Paolo Chiavacci, violinista italiano (Firenze, n. 1962)
- Paolo Tagliamento, violinista italiano (Conegliano, n. 1997)

## Zoologi(2)
- Paolo Enriques, zoologo italiano (Livorno, n. 1878 - Roma, † 1932)
- Paolo Panceri, zoologo e anatomista italiano (Milano, n. 1833 - Napoli, † 1877)

## Senza attività specificata(21)
- Paolo Bernacca, grafico, illustratore e pittore italiano (Fivizzano, n. 1951)
- Paolo Bertetto, storico del cinema italiano (Torino, n. 1944)
- Paolo Cecchetto, paraciclista italiano (Legnano, n. 1967)
- Paolo Cirino Pomicino, ex politico italiano (Napoli, n. 1939)
- Paolo Costa, ex politico e economista italiano (Venezia, n. 1943)
- Paolo Alboino della Scala, italiano (Verona, n. 1343 - Verona, † 1375)
- Paolo Dosi, ex politico italiano (Piacenza, n. 1954)
- Paolo Farnese, italiano (Roma, n. 1504 - Roma, † 1512)
- Paolo Maurizio Ferrari, ex brigatista italiano (Modena, n. 1945)
- Paolo Foglia, italiano (Bresso, n. 1967 - Bereguardo, † 2002)
- Paolo Francia, sciatore di pattuglia militare italiano (n. 1901)
- Paolo Gasparini, vulcanologo e fisico italiano (Napoli, n. 1937 - Pisa, † 2016)
- Paolo Gauna, italiano (Aosta, n. 1968)
- Paolo Ketoff, tecnico del suono e inventore italiano (Roma, n. 1921 - Roma, † 1996)
- Paolo Manca, ex politico italiano (Oschiri, n. 1942)
- Paolo di Alessandria († 540)
- Paolo IV di Costantinopoli (Salamina - † 784)
- Paolo Ranno, ex tiratore a segno italiano (Melilli, n. 1966)
- Paolo Silvestri, ex sciatore freestyle italiano (Livigno, n. 1967)
- Paolo Torelli, conte italiano (Montechiarugolo, n. 1509 - Montechiarugolo, † 1545)
- Paolo Vineis, epidemiologo e saggista italiano (Alba, n. 1951)